# 渓斎英泉
渓斎 英泉（けいさい えいせん、寛政3年（1791年）- 嘉永元年7月22日（1848年8月20日））は、江戸時代の文化年間から嘉永年間にかけて活躍した浮世絵師であり、また戯作者一筆庵として文筆面でも活躍した。
寛政3年（1791年）に英泉は下級武士であった松本政兵衛茂晴の子として生まれた。教養人であった父からの影響を受けて幼い頃から狩野派の絵画を学び、学究的な一面を持つ人物となった。15歳の頃、安房の北条藩に仕官するようになったものの讒言にあい仕官を辞めた。英泉は菊川英二宅に居候をしながら浮世絵師を目指したが、いったん歌舞伎原作者である狂言作者の道を進もうとした。しかし短期間で再び菊川英二の元に戻り、英二の子、菊川英山の手ほどきを受けつつ改めて浮世絵師を目指し、修業するようになった。美人画の代表的作者であった菊川英山のもとで、画才と文才に恵まれた英泉はすぐに頭角を現し、品の良い作風であった英山風の美人画を制作するようになった。また英泉は浮世絵師のキャリアの初期段階から春画を手掛け、多くの優れた春画を制作する。幼少時から狩野派の絵画を学び、葛飾北斎の画風に傾倒した英泉はやがて英山の影響力を脱し、春画で培った妖艶な雰囲気を持ち、実在感ある美人画で一世を風靡し、当時浮世絵界で圧倒的なシェアを誇っていた歌川派の人気絵師、歌川国貞らに負けない人気を獲得することに成功する。
天保年間以降は美人画の制作数が減少し、内容的にも旧作の焼き直しが目立つなど衰えが見られるようになった。しかし天保年間、英泉は主に風景画の分野で優れた作品を発表した。天保の改革の一環として、天保14年（1843年）3月、江戸の町奉行所は英泉ら6名の浮世絵師を呼び出し、風紀を乱す浮世絵を制作しないよう誓約させた後は、一筆庵の名で戯作者として文筆方面の活動が中心となり、嘉永元年7月22日 （1848年8月20日）に亡くなる。
英泉はかねてからその妖艶かつ性的感覚を刺激される美人画の作風と、遊蕩に溺れたと伝えられる人生から、江戸末期の退廃的な雰囲気を体現した作家であると見なされていた。しかし近年、これまでの英泉像は偏ったものであると指摘されるようになり、美人画以外の作品の評価も求められるようになった。

## 生涯

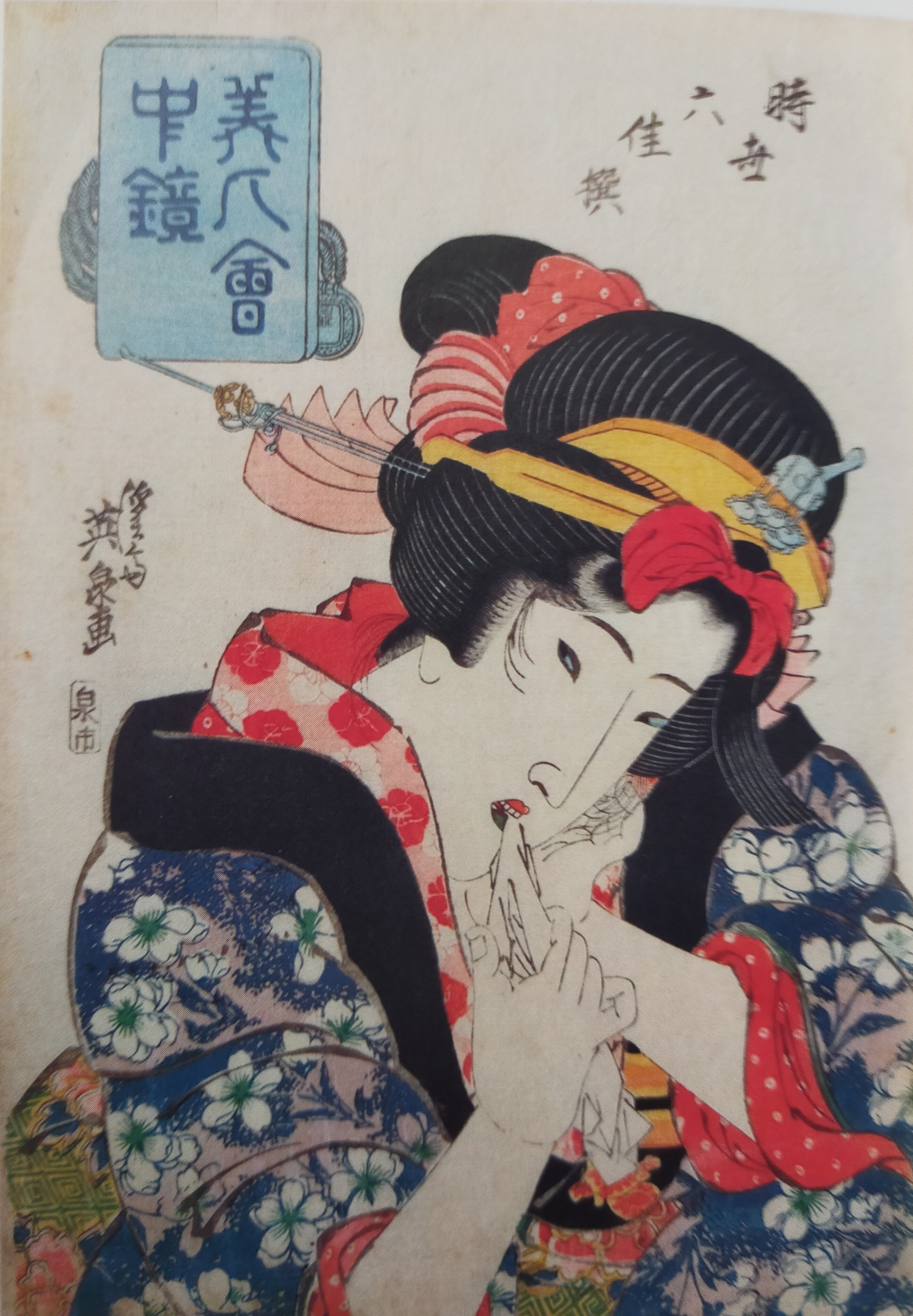
『美人会中鏡 時世六佳撰』より

渓斎英泉の生涯は、浮世絵師の経歴等を紹介した『浮世絵類考』系列の著作であり、英泉自身が天保4年（1833年）に執筆した、『无名翁随筆(むめいおうずいひつ)』の、英泉の項の記述を中心として研究が進められていた。つまり事実上自伝という、記述の扱いに注意を要する資料を中心として研究が進められていることになり、実際、自己宣伝が強く内容的にも事実に反するところがあると指摘されている。また『无名翁随筆』には英泉の若年期の記述が少ないという欠点が指摘されており、その上、『无名翁随筆』に記された波乱万丈な人生と遊蕩に溺れたとの内容が、英泉像に大きな影響を与えてきた。

### 誕生と出自
『无名翁随筆』によれば、渓斎英泉は松本政兵衛茂晴の子として星が丘に生まれた。星が丘とは赤坂の日枝神社がある丘陵地一帯の地名である。渓斎英泉の本名は義信、俗称は善次郎、後に里助であった。生年は寛政3年（1791年）であると考えられている。
父、松本政兵衛茂晴は下級武士であり、もともとは池田姓であったが松本家に養子に入り、松本姓を名乗るようになった。渓斎英泉の研究家であるおおさわまことは、英泉の父、茂晴は入り婿の形で松本家に入ったのではないかと考えている。英泉が生まれた当時、父は松本姓であった。英泉の実母は寛政8年（1796年）に亡くなった。茂晴は後妻を迎えることになったが、おおさわまことは妻との死別後、後妻を迎えたことがきっかけで松本家から離縁となり、旧姓の池田姓に復することになったと考えている。なお、『无名翁随筆』によれば英泉の一家は貧しかったという。
英泉は幼い頃に狩野派の絵師、狩野白桂斎に師事して狩野派の絵画を学んだ。狩野白桂斎は狩野典信の弟子であったとされるが、どのような人物であったのかは不明である。おおさわまことは父からの紹介によって狩野派の絵画を学ぶことになったと推測している。渓斎英泉の研究家、松田美沙子は号の渓斎は、狩野派の絵画を学んだ師、狩野白桂斎の桂斎から取ったものであると考えている。英泉の父、池田政兵衛茂晴は書に堪能で読書家であり、俳諧や茶の湯をたしなむ教養人であった。父の影響を受けて息子の英泉もやはり読書を好む学究的な一面を持つ人物となった。

### 仕官とその挫折
文化年間の初め、15歳の頃、英泉は安房の北条藩に仕官することになった。林美一は池田家は房総半島南部の周准郡出身であり、水野家に仕えていたため、そのつてを頼って北条藩主の水野家への仕官が実現したと考えている。文化7年（1810年）に、英泉の父と継母が相次いで亡くなった。父と継母との間には英泉の妹となる3人の娘がいた。親族の不幸に続いて、英泉は讒言により水野家の仕官を終えざるを得なくなった。おおさわまことは北条藩主の水野家内の内紛に巻き込まれたためではないかと推測している。また林美一は浮世絵師としての活動を開始した直後から、父母亡き後、幼い妹たちの養育費を稼ぐために春画の制作を始め、それが問題視されたことが英泉の言う讒言の内容ではないかとの説を唱えている。
松田美沙子は文化7年（1810年）後半頃から狩野派の門人であった菊川英山の父、菊川英二宅に狩野派繋がりで身を寄せることになり、そこから浮世絵師としてのキャリアが始まったと考えている。なお英泉の自伝である『无名翁随筆』には、英山のもとには諸大名から多くの注文が入っていたが、あるとき肥州侯（熊本藩主細川家）から、英山の門人全ての作品を献上するよう命じられた際に、自作に英泉と署名したことがきっかけで英泉と名乗るようになり、英山の門人を名乗り始めるようになったと書かれている。

### 狂言作者への弟子入りと浮世絵作者復帰
浮世絵作者の道を歩み出した英泉であるが、文化9年（1812年）に初代篠田金治に弟子入りして千代田才市を名乗り、歌舞伎の原作者である狂言作者となった。師匠の篠田金治は英泉の入門時、市村座の狂言作者となっており、文化9年11月の市村座公演の絵番付には狂言作者として千代田才市の名が確認できる。翌文化10年（1813年）1月、2月の市村座興行の資料にも千代田才市の名が確認できるが、10月の顔見世番付には名が見えないため、英泉の狂言作者時代は文化9年から文化10年にかけての短期間で終了したものと考えられている。なお、この狂言作者時代と被る形で文化9年に制作されたと考えられる確認できる英泉の最初期の浮世絵作品、『風流花合 白酒売』と『風流花合 文売』がある。つまり英泉の浮世絵制作と狂言作者の時期が被っていると考えられる。
いったん浮世絵師への道を進みだした英泉が歌舞伎の原作者にチャレンジしたものの、短期間で断念した理由としては、おおさわまことは菊川英二宅への居候生活を続けるのが限界となる中で、もともと文才もあった英泉は歌舞伎の原作者に転向してみたが挫折したと考えており、松田美沙子は有力な後援者が無い中で浮世絵師を目指すことに限界を感じた英泉は歌舞伎の原作者となることを考えたものの、何らかの支障が発生したか、または浮世絵師の道を諦めきれなかったため、歌舞伎の原作者修業を早期に断念したのではないかとしている。
篠田金治のもとを離れた英泉は二たび菊川英二宅に身を寄せ、再度浮世絵師への道を歩みだすことになった。松田美沙子は、英泉は文化7年（1810年）後半頃から文化9年（1812年）にかけて、まずは浮世絵師となったものの、本格的な浮世絵制作を始めることなく狂言作者に転向し、文化10年（1813年）に再度菊川英二宅に身を寄せるようになった時点から、本格的な浮世絵師としての活動が始まったと考えている。

### 英泉と英山

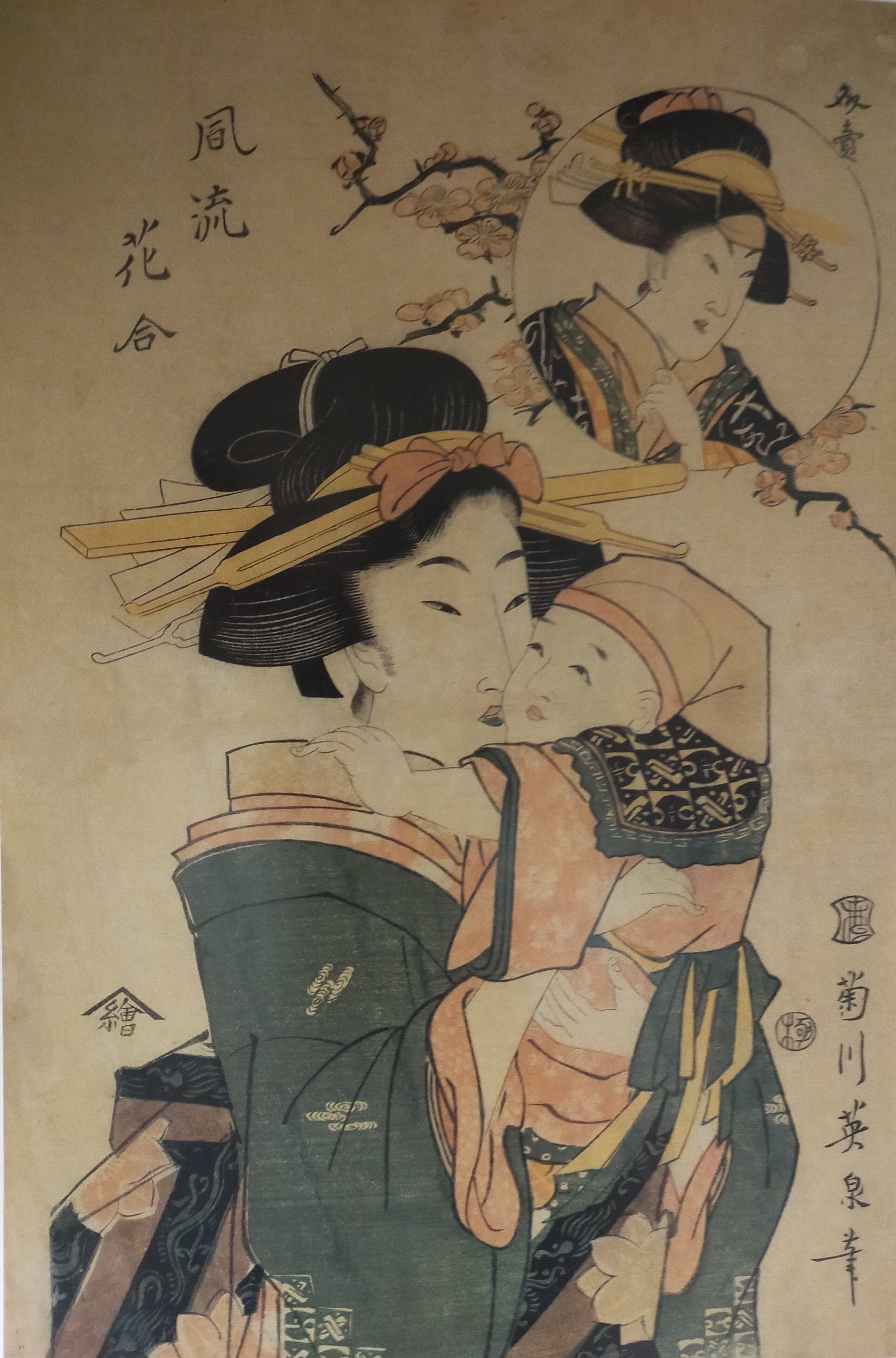
文化9年（1812年）制作と考えられる『風流花合 文賣』、署名は菊川英泉

英泉が身を寄せた菊川英二の子、菊川英山は天明7年（1787年）に生まれ、文化年間初頭には浮世絵界にデビューしていたと考えられている。英山は早熟な浮世絵師であり、文化3年（1806年）に亡くなった喜多川歌麿に続く美人画の名手不在時に、歌麿の影響が色濃い美人画を制作して第一人者となった。文化10年（1813年）に刊行された『文化十年作者画工番付断片』では菊川英山は前頭に位置付けられており、菊川英二宅に再度身を寄せた時期には英山は浮世絵界においてその地位を確立していた。
小島烏水は前述の『无名翁随筆』の記述にある肥州侯への作品献呈がきっかけで門人と名乗るようになったものの、菊川英山と渓斎英泉の年齢差はわずか4歳に過ぎず、英山系統の浮世絵師ないし英山社中とは言えても、英泉の師匠が英山であることは無かったと主張している。また尾崎久彌も名乗りとしてはともかく、実際のところは年齢差が小さい英山と英泉との関係性は兄弟感覚に近く、師弟関係では無かったと考えている。両者の年齢差の小ささを根拠に師弟関係に疑問を持つ意見は他にもみられる。一方、松田美沙子は英泉本人の著作である『无名翁随筆』の菊川英山の項目には、英山の門人として英泉の名が記載されていること。英山と英泉合作と考えられる続絵作品があること。そして英泉最初期の作品である『風流花合 文売』には、菊川英泉筆との署名があることから、英山の門人となった時期があるのは間違いないと考えている。なお菊川英泉筆との署名が確認されていることから、英山は英泉の師匠であったとする意見が大勢となっている。
英山と英泉の師弟関係には疑問が出されているものの、初期の英泉作品が英山から強い影響を受けていたことは定説となっている。中でも美人画の表現様式、構図などに英山からの影響が指摘できる。松田美沙子は歌麿の没後、美人画の第一人者となっていた菊川英山のもとで浮世絵師としてのキャリアを始めたことが、英泉が美人画の絵師として大成する要因となったと推測している。
菊川英泉筆との署名は英泉初期の作品の中でも数点にとどまっており、やがて渓斎の号を用いるようになる。これは英泉が英山の門人という立場を離れ、独自の道を歩み出したことを示していると考えられる。松田美沙子は前述のように渓斎の号は狩野派の絵画を学んだ師、狩野白桂斎の桂斎から取っているとしたうえで、自らの絵のルーツは狩野派にあり、後述のように英山以外にも葛飾北斎の画業に傾倒を深め、また文筆業でも活躍を見せることから、菊川英山の門人という立場を超えた活躍の場を求めたとしている。英泉は菊川英二の家を出て独立して生活を営むようになり、後述のように英泉は文政年間初期には英山の影響を完全に脱し、自らの美人画の画風を確立して当時浮世絵界で圧倒的な力を持っていた歌川派の、歌川国貞らに負けない人気絵師となったが、その時代も英泉と英山の交流は続いていたことが確認されている。

### 遊蕩生活

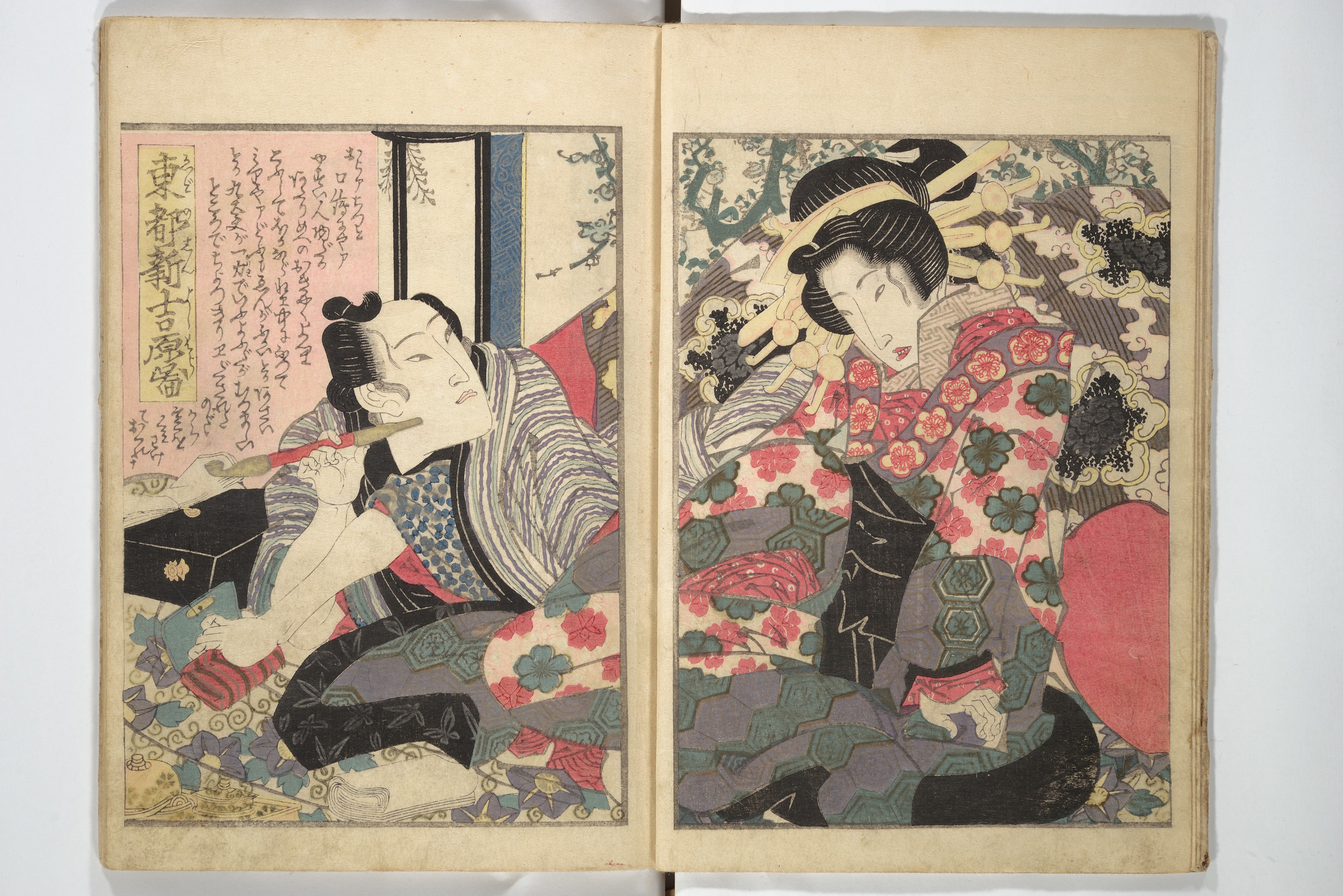
艶本『万寿嘉々見（ますかがみ）』より

浮世絵師として成功をつかんだ英泉であったが、『无名翁随筆』によればその私生活はデカダンスなものであった。一定の住居が定まることが無く、版下を制作中に姿が見えなくなり、版元が四方八方を探し回ったところ遊郭で酔いつぶれていたり、後援者のもとにやっかいになっていた際、その家の衣服を勝手に持ち出し売り払って酒を飲み散らかして前後不覚に酔っぱらってしまったり、近所に出かけるといって下駄履きで出かけたまま姿が見えなくなったと思ったら、船に乗って縁者がいる房総の木更津に行っていたという逸話が書かれている。リチャード・レインは英泉の画歴初期の春画に捺された印章の「我不知足（われたるをしらず）」を引用しつつ、酒色に溺れ込んだ英泉の実生活を「控えめにいっても、いささか常軌を逸していた」と説明している。
『无名翁随筆』によれば版元たちは英泉に勧めて新橋宗十郎町に居所を設定した。おおさわまことはこれは文政8年（1825年）のことであり、吉原から距離がある新橋宗十郎町に住まわせることによって英泉の放蕩に歯止めをかけようともくろんだと推定している。英泉は妻と養女を家族に迎え入れた後は心を入れ替え、作品の制作に集中するようになったという。おおさわまことは英泉の妻はお気に入りの遊女であり、結婚の時期は文政8年（1825年）末ごろのことと推定している。この時期、売れっ子の浮世絵師であった英泉は多忙であり、翌文政9年（1826年）には弟子を2名採用しており、弟子たちに制作を手伝ってもらいながら多くの注文に応えていた。なお妻との間に子どもが出来なかったため、英泉夫婦は養女を迎え入れることになったという。曲亭馬琴の日記によれば、文政10年（1827年）の段階で英泉は養女を迎え入れており、また新橋宗十郎町から尾張町に引っ越していることがわかる。

### 全盛期以降の英泉

#### 火災の被害と遊女屋の経営

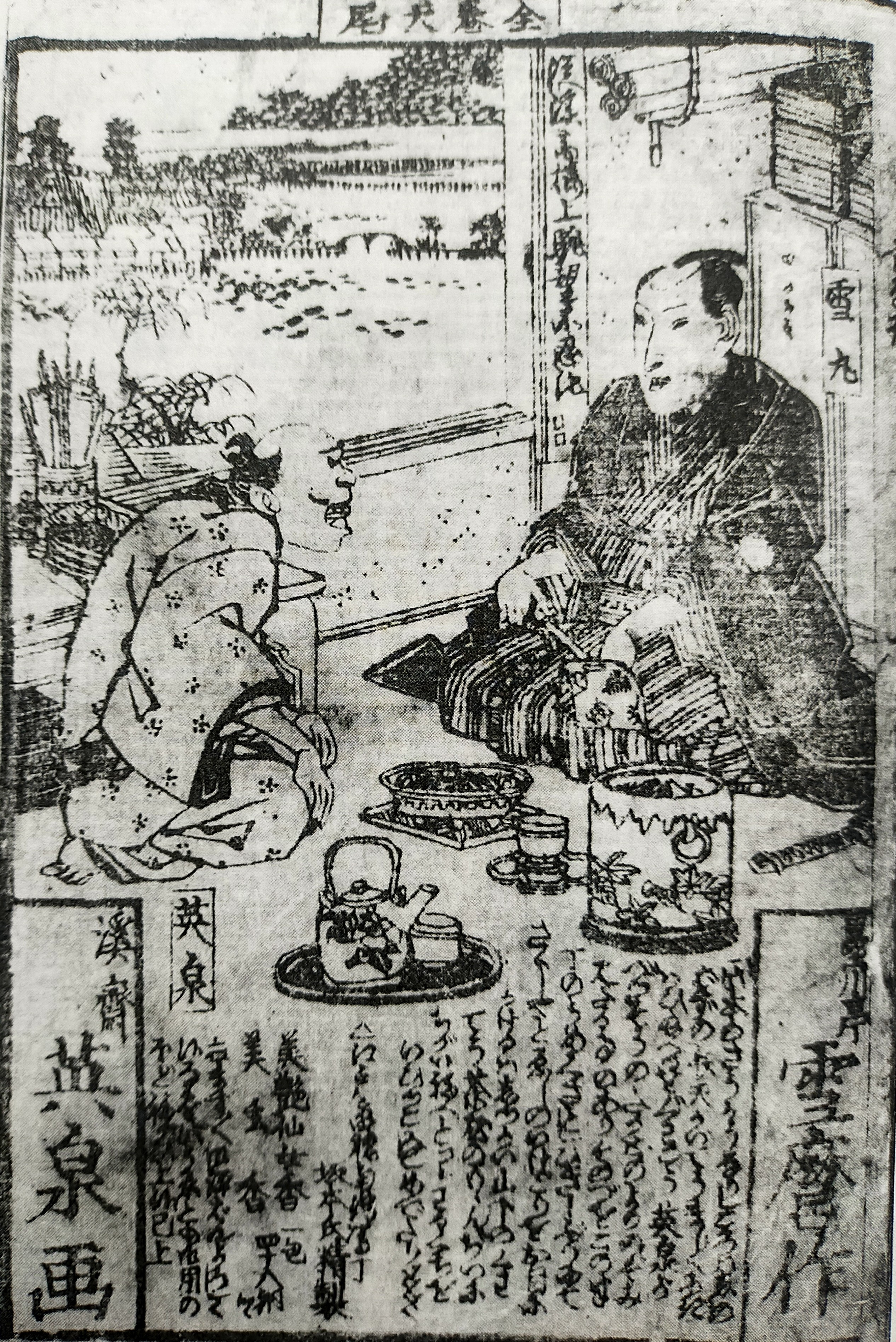
天保7年（1836年）刊、『也字結恋之弶天』所収の英泉自画像。左側の人物が英泉

文政12年3月21日（1829年4月24日）に発生した文政の大火により英泉の家は全焼する。焼け出された英泉一家はまずは芝浜松町に仮住まいすることになった。文政の大火で焼け出され、芝浜松町に仮住まいすることになった英泉は、根津に転居して遊女屋の経営に参画するようになった。具体的には英泉の妹婿である若竹屋弥十郎の経営する遊女屋の経営に参加して若竹屋里助を名乗った。英泉にとって不運なことに、天保3年11月10日（1832年12月1日）根津で起きた火災で英泉の経営する遊女屋と自宅が全焼してしまった。

#### 創作活動
天保期以降、英泉は錦絵、中でも美人画の制作数が大幅に減少する。これは火災の影響や遊女屋の経営参画が一因として挙げられている。一方、この時期、爛熟した世相の中で英泉の盟友ともいうべき為永春水は人情本『春色梅児誉美』が大ヒットし、新作の挿絵担当者を求めていた。そのような中で英泉は人情本の挿絵画家、艶本の原作者として存在感を見せた。
後述のように途中降板を余儀なくされたとはいえ、天保6年（1835年）、英泉は『木曽街道六十九次』の制作者に選ばれた。英泉の浮世絵風景画の制作時期を詳細に検討すると、天保年間の後期と考えられるものが多く、天保6年（1835年）頃には錦絵の制作をほぼ中止した葛飾北斎不在の浮世絵界で、その穴を埋めるべく活動していたとの推測がある。また画風も中国画を学んだ経験を活かし、北斎とも広重とも異なる英泉独自の風景画の表現方法を目指していた。

#### 盗判問題
盗判問題とは関根只誠が『无名翁随筆』に加筆した『増補浮世絵類考』に記されている、英泉が根津門前の木村長右衛門という人物の印を盗みだして勝手に捺印し、それが露見して日本橋東坂本町二丁目の火の見櫓の向かいに潜み暮らすようになったという事件を指す。天保年間は天保の大飢饉に見舞われ米の値段が高騰し、歌舞伎も大入りが見られなくなるような経済的危機状況であり、2度の火災に見舞われた後も、英泉は多難な日々が続いていた。おおさわまことは天保7年（1836年）頃から英泉は根津で遊女屋の経営を再開したものの、経済危機下、吉原も閑古鳥が鳴いていた状況であり、根津の遊女屋経営もはかどらなかったと考えられ、経済的苦境の中で盗判問題を起こしたと考えている。英泉が具体的にどのような文書に勝手な捺印を行ったのかは明らかになっていないが、おおさわまことは遊郭の営業権利書のようなものを偽造、捺印をしたのではないかと推定している。鈴木重三はこの盗判問題の影響で、英泉が制作した『木曽街道六十九次』の作品から英泉の署名が削除されたのではないかとの説があることを紹介している。なお盗判問題は天保12年（1841年）には一応の解決がなされたと考えられている。

#### 天保の改革と為永春水の死去の影響
天保の改革の綱紀引き締め政策の一環として、天保13年（1842年）6月には出版取締令が布告された。続く天保14年（1843年）3月、江戸の町奉行所は歌川国芳、歌川国貞、歌川広重、歌川貞秀、歌川芳虎、渓斎英泉の6名の浮世絵師を呼び出し、風紀を乱す浮世絵を制作しないよう誓約した請書に捺印させた。奉行所に呼ばれた6名の浮世絵師は、この当時最も活躍していると見なされていた浮世絵師であったと考えられる。天保の改革の規制に対し、国貞はしばらくの間、錦絵や本の挿絵の制作を止めていたものの、改革が失敗して事態が鎮静化するのを見て、弘化2年（1845年）から活動を再開する。武者絵を得意とした国芳は改革の規制を受けにくかったこともあり、制作を継続した。その中で改革を風刺したとみられる作品や、規制の網を巧みにかいくぐった作品など、優れた浮世絵師としての評価を決定づけるような力作を相次いで発表する。一方、英泉は天保の改革による引き締め政策後、数冊の絵本、板本の挿絵以外、絵師としての活動を止めてしまった。絵師としての活動休止状態になった英泉は、主に戯作者として文筆活動に励むようになった。

### 晩年

#### 生活
英泉の晩年も災難続きであった。弘化元年（1844年）頃には坂本町に住むようになったが、弘化2年（1845年）12月に火災に遭い、その後5か月の間に3回の火災に遭った。弘化3年（1846年）初秋には避難先から再び坂本町に戻ったが、この頃から英泉は胸痛に悩まされるようになった。
最晩年の英泉は坂本町で創作活動の傍ら、化粧品販売を行っていた。英泉の浮世絵作品の中には、白粉を書き込んだものがみられ、白粉の包み紙の絵を描いていたことも確認されている。嘉永元年（1848年）に刊行された英泉が文章を、三代目歌川豊国が作画を担当した『忠臣裏皮肉論』下巻巻末に、英泉が経営していた化粧品店の白粉の広告が掲載されている。江戸時代には印税が無かったため戯作者は収入が安定せず、多くの場合副業を行っており、山東京伝は煙草店と白粉販売、曲亭馬琴は寺子屋と売薬、式亭三馬は化粧水の販売を行っていたことが知られている。後述のように晩年、戯作者としての活動が主となっていた英泉も副業に手を出していたものとみられる。

#### 死去

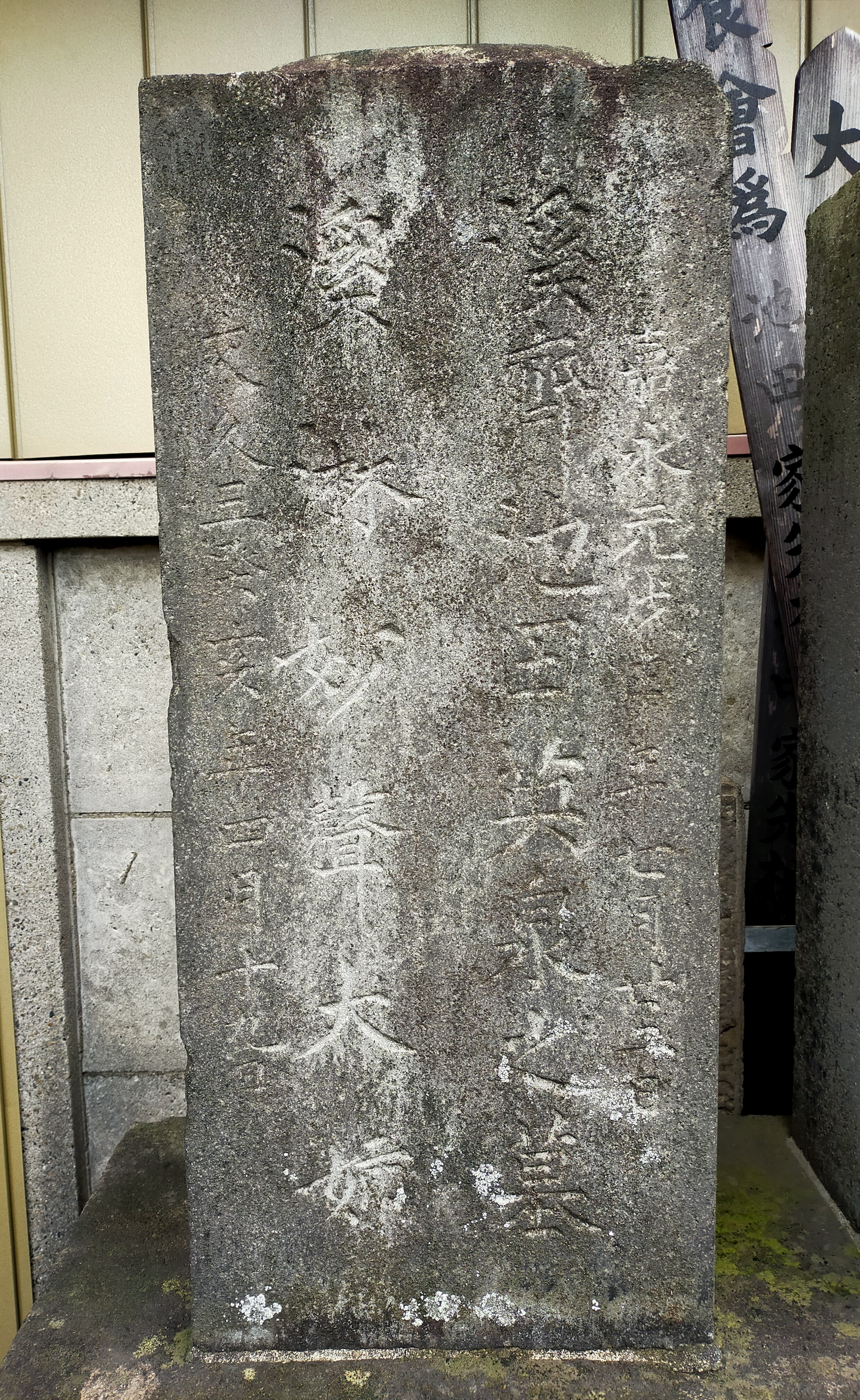
高円寺福寿院にある渓斎英泉の墓

英泉は亡くなる嘉永元年（1848年）も精力的に文筆活動を行っていた。しかし英泉の死後に曲亭馬琴が日記に記した内容によれば、英泉はしばしば胸痛に悩まされていた。嘉永元年7月22日（1848年8月20日）、渓斎英泉は亡くなった。『増補浮世絵類考』には英泉の辞世の和歌として
の2首を伝えている。

### 墓所
英泉は一族の菩提寺であった四谷箪笥町の福寿院に葬られた。福寿院は明治40年（1907年）に高円寺に移転し、英泉の墓も改葬された。改葬後、一時英泉の墓は荒廃していたが、昭和11年（1936年）頃、結城素明の手によって修復されたと伝えられている。また結城素明は英泉の墓の文化財指定にも尽力し、昭和15年（1940年）、英泉の墓は「渓斎池田英泉之墓」として東京都旧跡に指定された。

## 画業

### 美人画

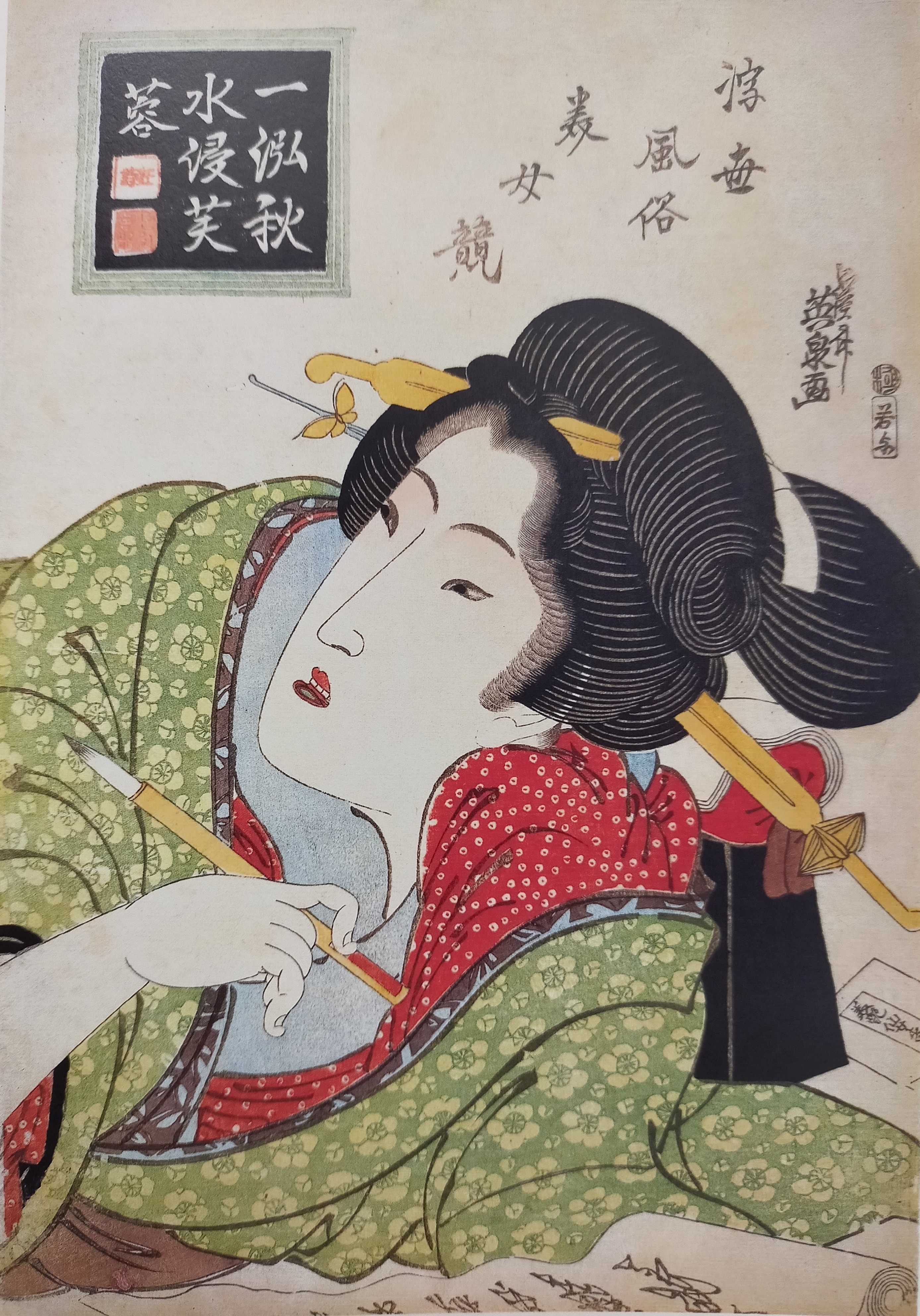
『浮世風俗美女競 一泓秋水浸芙蓉』

2013年3月の時点で確認されている渓斎英泉作の美人画は1265作品であり、これは英泉作の錦絵作品の70パーセントを越えており、英泉の画業の中で美人画が占める重要性がわかる。後述のように尾崎久彌は浮世絵美人画の四大家として、鈴木春信、鳥居清長、喜多川歌麿そして渓斎英泉の名を挙げている。尾崎の意見には賛否両論あるものの、林美一は尾崎の意見に賛同を示しており、林は歌麿の後の浮世絵界において、英泉は頽廃美人画の最尖端絵師として徹底していたと評価している。

#### 美人画の第一人者になる
前述のように英泉の制作した美人画で最も制作時期が古いものは、『風流花合 白酒売』と『風流花合 文売』であり、文化9年（1812年）の作品であると推定されている。この『風流花合 白酒売』と『風流花合 文売』には前時代の美人画の名手、喜多川歌麿からの影響も垣間見える。初期の英泉の美人画は、師匠であったと考えられる菊川英山の作品同様、線が細く生活感が薄い人物像を描いていた。画業の初期段階から英泉は大判続絵の美人画を制作しており、早い段階からその手腕が認められていたと考えられる。田辺昌子は英山と4歳違いの英泉は、英山の片腕的存在として多くの作品を制作していたのではないかと考えている。また文化年間から文政初期にかけての英泉の美人画は「英泉筆」との署名がなされているのが特徴として挙げられる。その後署名は主に「英泉画」となっていく。

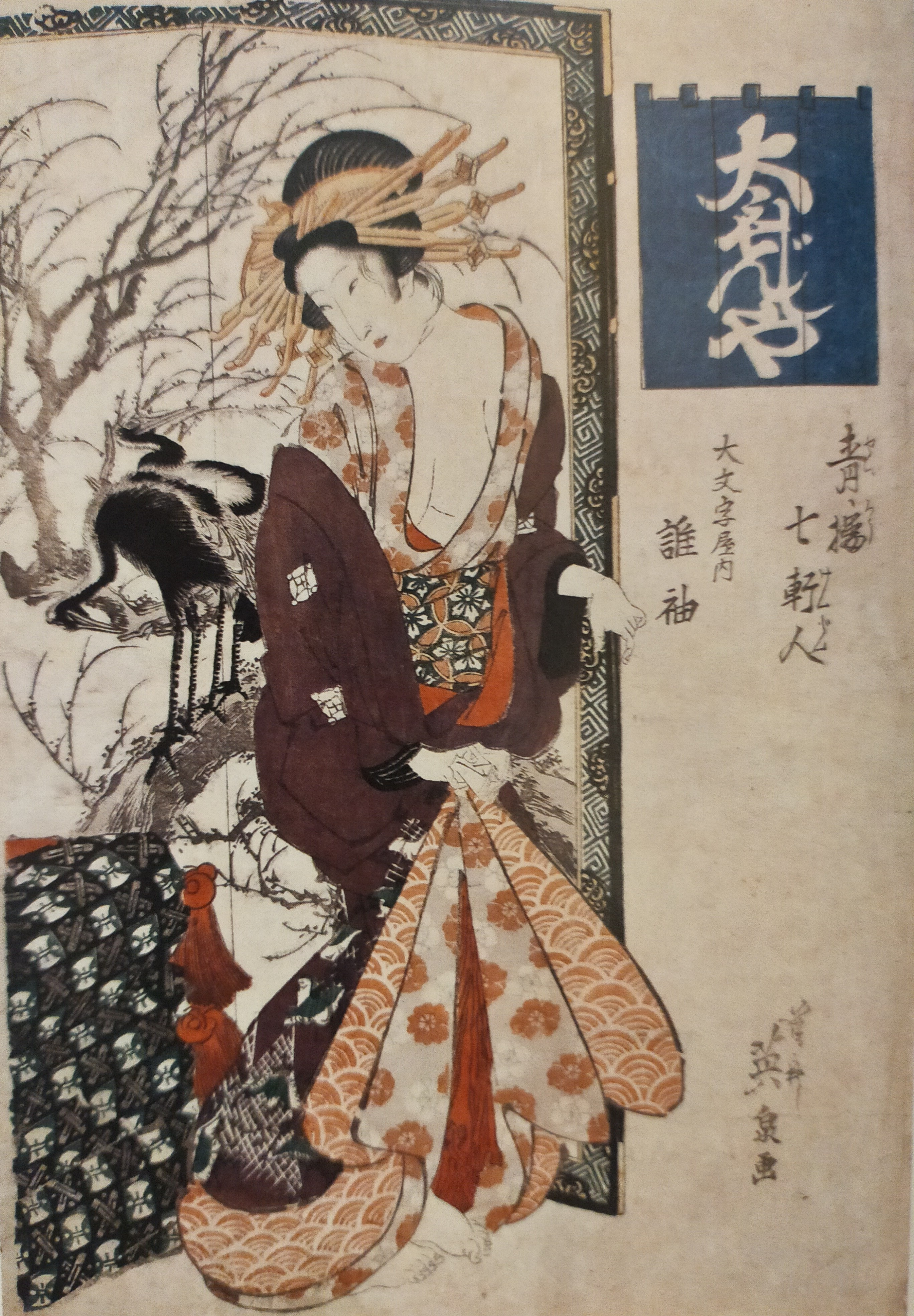
『青楼七軒人 大文字屋内 誰袖』

天明から寛政期（1781年～1801年）にかけて活躍した、浮世絵全盛期の絵師の鳥居清長、喜多川歌麿らが浮世絵界から徐々に姿を消す中で、葛飾北斎の系統、文化文政期（1804年～1830年）から台頭し、浮世絵界の一大派閥となった歌川派、そして菊川英山らが活躍して英泉も学んだ菊川派ら、様々な浮世絵師が多種多様な分野で活躍を見せるようになった。前述のように菊川英山は文化年間、美人画のジャンルで一世を風靡した。英山の美人画はおっとりとしたあどけなさが特徴の品のよい作風であった。しかし市場ではそれまでの優雅で美しい美人画から、文化文政期以降、生活感を重視した写実的なリアリズムのある表現が好まれるようになり、上品な英山の美人画は飽きられるようになってきた。文政年間に入って美人画のトレンドを反映し、菊川英山も画風を変えてきた。しかし結局、菊川英山の美人画はトレンドから外れ、英山は文政初期を最後に美人画の制作を止める。そのような中で英泉は自らの画風を確立していき、美人画の第一人者となっていく。
美人画のジャンルで菊川英泉のライバル的存在となった歌川国貞は、英泉に先んじて浮世絵界で活躍し始めていた。国貞の美人画の作風は、独特な描線、構図、色調により、背景に描かれる調度品や衣類と人物との調和を取って描かれ、女性の雰囲気をその気質や生活環境まで捉えた生々しい表現に特徴があった。画風確立までの模索期、英泉は歌川国貞からの影響を受けた。この頃の英泉の美人画には、画風確立後には見られない情緒的な描写もみられる。

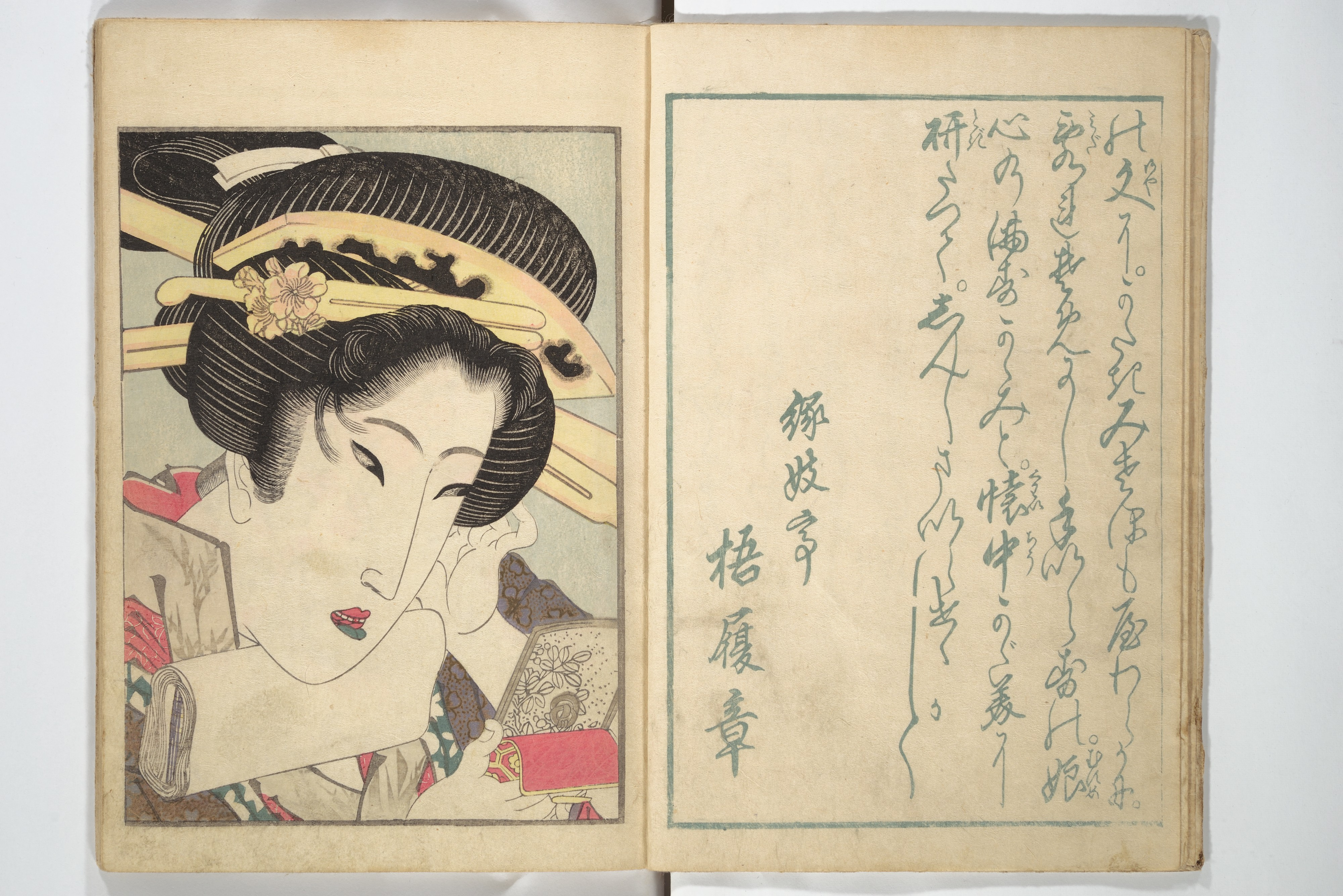
艶本『万寿嘉々見（ますかがみ）』より

ところで歌川派は寛政期から文政初期まで春画の制作を行っていなかった。それに対して後述のように英泉はそのキャリアの初期段階から春画制作に積極的に取り組んでおり、英泉は春画で培った妖艶かつ物憂げな雰囲気を持つ美人画を描くようになった。当初、菊川英山の画風の影響を受けた美人画を描いていた英泉であったが、松田美沙子は文政4年（1821年）から文政5年（1822年）頃、菊川英山の研究で知られる近藤映子はもう少し遅く文政7年（1823年）から文政9年（1825年）頃には、英山の影響を完全に脱して独自のスタイルで美人画を描くようになったと指摘している。

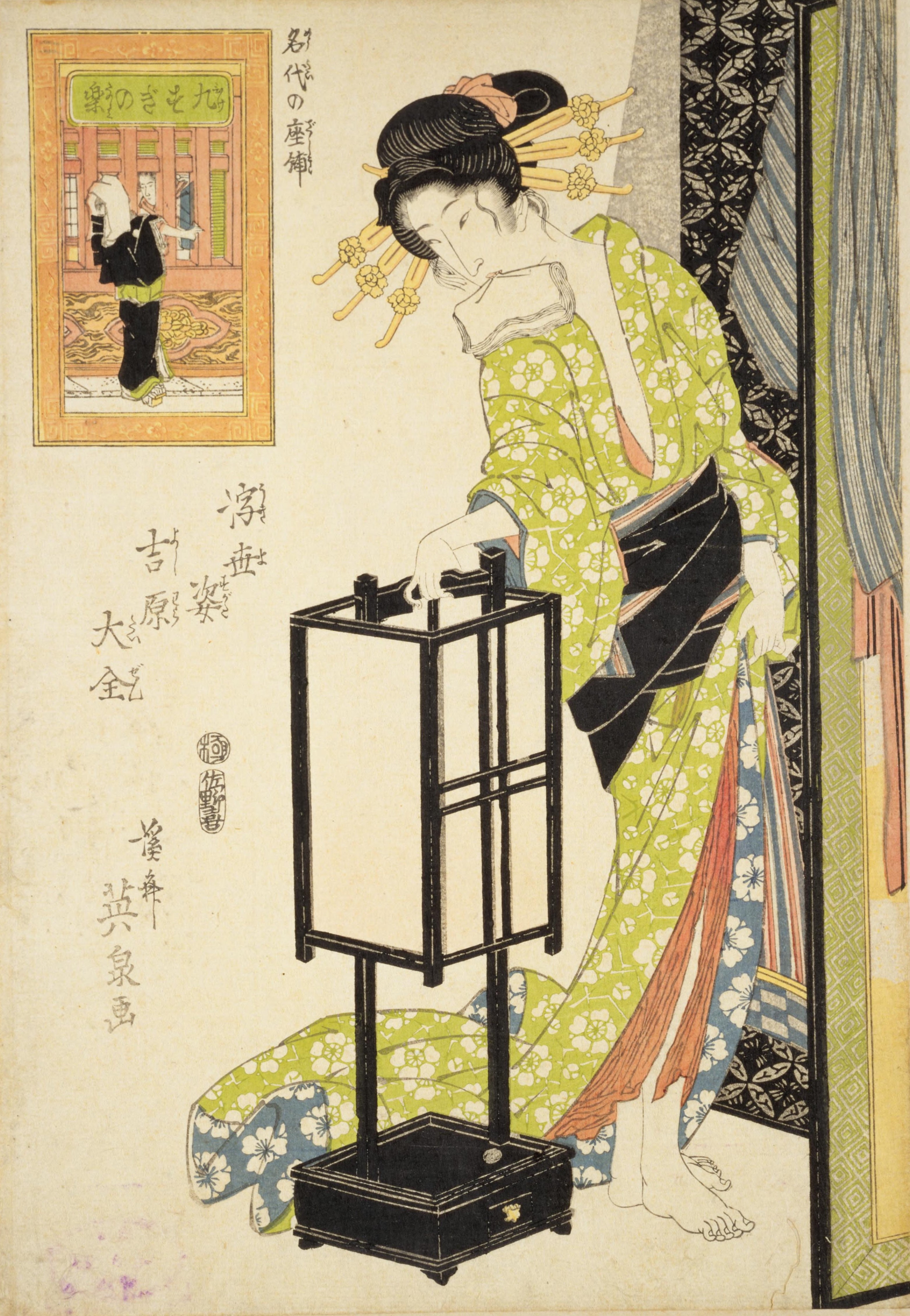
『浮世姿吉原大全 名代の座鋪』

寛政12年（1800年）に出された厳しい禁令により、大首絵は事実上制作がストップしていた。しかし文化年間末頃になると禁制もゆるんできたが、大首絵の制作は少なかった。そのような中で英泉は、文政4年（1821年）から翌文政5年（1822年）にかけて、英泉は二人の女性を描いた大首絵シリーズ、『浮世四十八手』を発表する。この『浮世四十八手』は定型の枠に嵌った美しい姿で女性を描かずに、生々しい表情を強調した描写に特徴がある。寛政12年の禁令で歌麿の大首絵制作がストップしてしまった後、久しく待たれた時代のトレンドをつかんだ美人大首絵の作者誕生であった。その後英泉は『浮世風俗美女競』、『今様美人十二景』、『時世美女競』、『美人懐中鏡』などといった大首絵の傑作を相次いで発表する。中でも傑作として評価が高い『浮世風俗美女競』では、画中に画題に即した漢詩の一節を載せていて、中国風の表現に傾倒していた英泉にとって格好の企画であったと考えられる。当時の英泉作の美人画の大首絵は異なる多くの版が確認されており、また荒れた版木で刷られた作品もみられ、再版が繰り返されたと考えられている。

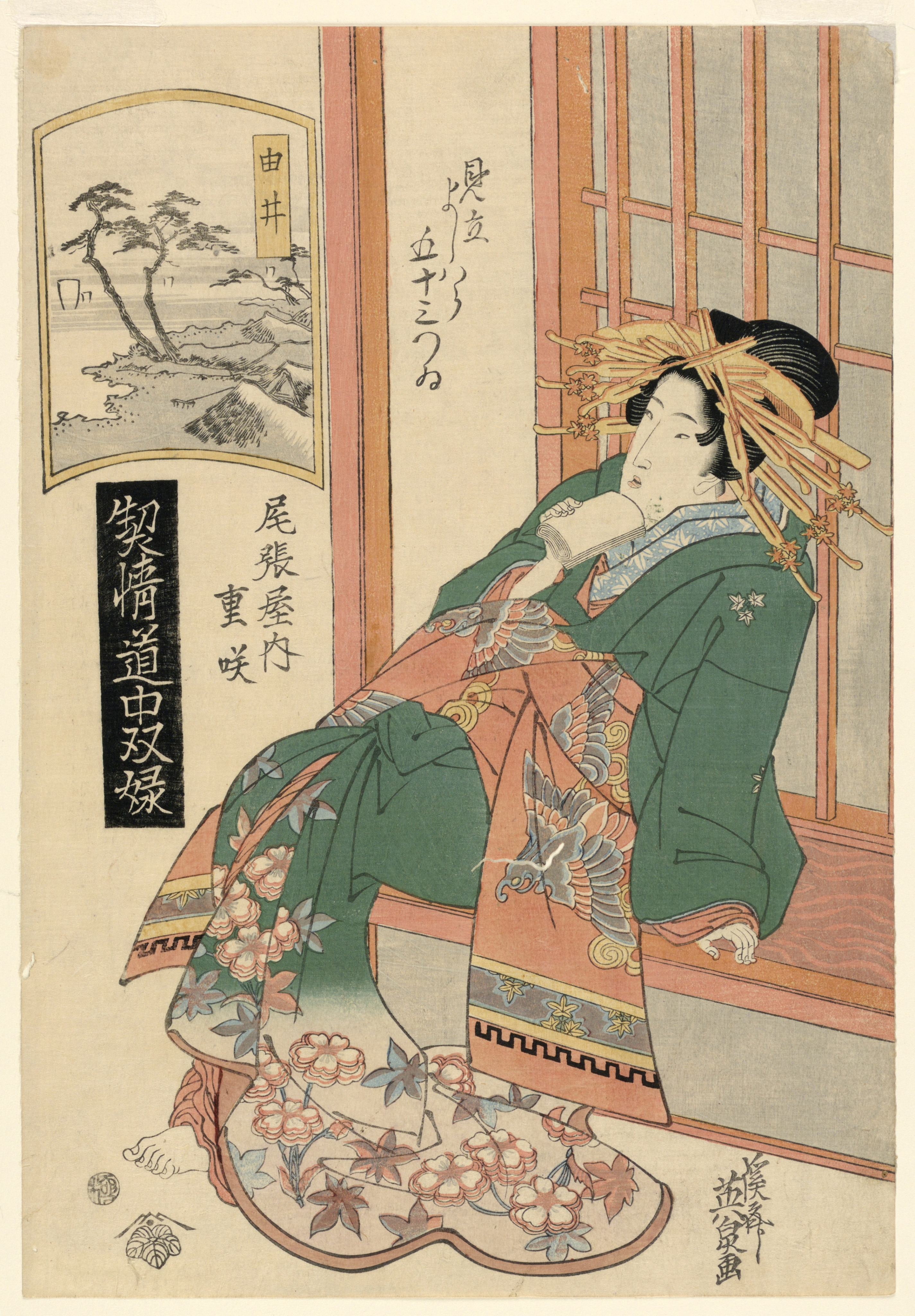
『傾城（契情）道中双六 由井』

英泉が描くつり目で鼻筋が通り、妖艶かつ物憂げな雰囲気を漂わせ、生活感が感じられ生々しい魅力にあふれた美人画は、当時の人々から高く評価された。自らの美人画スタイルを確立した英泉は、当時、浮世絵界で圧倒的なシェアを占めていた歌川派に負けない人気を獲得することに成功する。『无名翁随筆』には歌川国貞も英泉の画風を似せた作品を制作するようになったと記述している。この記述に関しては英泉の大言壮語であるとの意見もみられるが、浮世絵研究家の田辺昌子、そして松田美沙子も事実として国貞が英泉の画風に影響されたのではないかと考えている。
美人画の人気画家となった英泉は、吉原の遊廓が宣伝のために制作費用を負担する、いわゆる入銀物という実在の遊女の姿を描く仕事が増えた。中でも文政7年（1824年）から文政8年（1825年）にかけての制作と推定される、東海道の各宿場の風景をこま絵に描き、遊廓名、名を明記した上で遊女の姿を描いた55枚のシリーズ物、『傾城（契情）道中双六』は大きな仕事であった。当時、英泉のライバル的存在であった歌川国貞よりも、はるかに多く遊女を描いた作品を制作していた。前述のように『无名翁随筆』には遊廓で英泉が酔いつぶれていた逸話が紹介されており、また後に英泉は遊廓の経営に参画していて、吉原の遊女が原作者である人情本の挿絵を制作していたとも伝えられていて、英泉は吉原の遊廓など風俗業界との強い繋がりがあったことが推測される。
なお、歌川国貞は主に伊勢屋利兵衛、山口屋藤兵衛、そして西村屋与八を版元として美人画を刊行していたが、英泉は主に若狭屋与市から刊行していた。若狭屋与市は菊川英山の美人画を多く刊行しており、英山繋がりで英泉も若狭屋から美人画を刊行することになったと推測されている。実際問題として浮世絵師同士、版元のすみ分けが行われていたと考えられ、例えば蔦屋吉蔵は英泉の遊女絵を100枚以上制作していたが、天保改革後、英泉が錦絵制作を止めた後、三代目歌川豊国襲名後の国貞の美人画を、蔦屋が多く手がけるようになったことが確認されている。

#### 全盛期以降の美人画

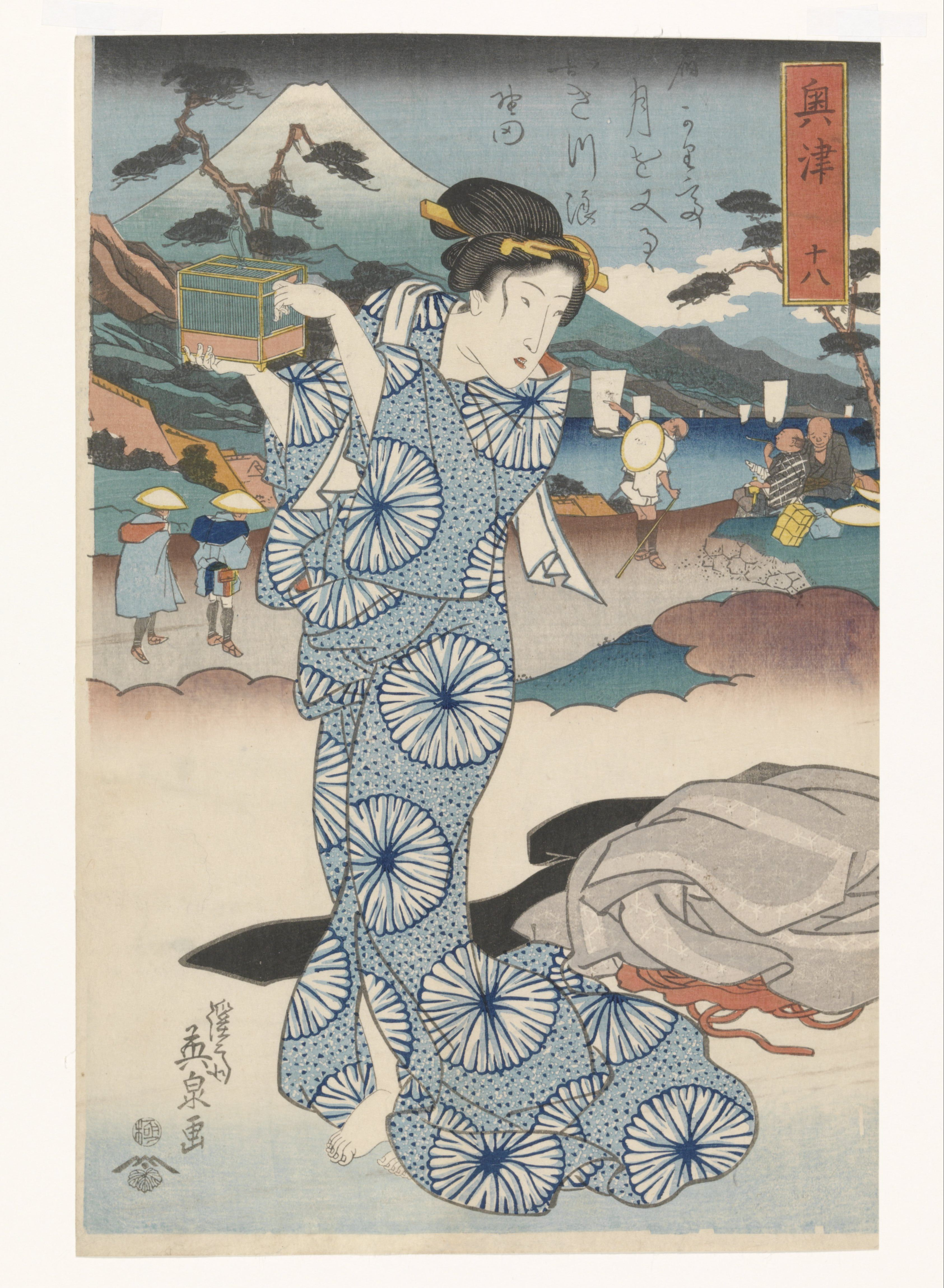
天保13年（1843年）頃の制作とされる『美人東海道 奥津 十八』

天保年間に入ると、英泉の錦絵制作量が少なくなっていき、中でも美人画の制作数がはっきりと減少した。前述のように火災の影響とその後の遊女屋経営で収入を得られるようになったため、英泉の浮世絵制作が減少したのではないかとの推測がある。浮世絵研究者の田辺昌子は、文政の大火後の英泉の創作活動を検討し、天保4年（1833年）に『无名翁随筆』を著した後、為永春水とのコラボによる人情本挿絵の制作、一筆庵可侯のペンネームで滑稽本の執筆、そして錦絵では風景画の制作に注力したことから、そもそも美人画が英泉として本当に取り組みたかった仕事だったのかどうか疑問があるとしている。一方、松田美沙子は、江戸の町中で見かけるような笑顔が魅力なはつらつとした美人像が好まれるようになった天保期に入ると、英泉の美人画は流行遅れのものになったと指摘したうえで、歌川国貞、歌川国芳ら歌川派の絵師はトレンドの変化を捉えて作風を転換したのに対し、英泉は作風を変えようとしなかったため需要が減少し、それが美人画の制作減少の主因となったと考えている。また、リチャード・レインは過度の遊蕩などが原因で、天保期には英泉の創作力そのものが減退していったと指摘している。
制作数が減少した天保期以降の英泉の美人画には、過去に自分が制作した作品の転用、そして歌川国貞の作品の図柄を自らの作品に盗用した例が確認されている。作品的にも描線が硬くなり、過去の自作の焼き直しや他の作家の図柄の盗用が目立つことから、晩年に近づくにつれて英泉の浮世絵師としての創作力が低下していったことは明らかである。しかしこれまで他浮世絵作家の盗用と指摘されていた英泉作の錦絵の中には、英泉が盗用したのかそれとも国貞ら他の絵師が盗用したのか、さもなくば英泉も国貞もそれ以前の作品を参考にして似た構図の作品を制作したのかわからない事例があり、また著作権の概念が無い当時、絵師の了解なくして版元が別版を出版したと考えられる例や、他の浮世絵師の版木を英泉作として制作、販売した例がみられ、全盛期以降の英泉が全面的に自作の転用、他の浮世絵師の作品盗用を行っていたと決めつけるわけにはいかないとの意見がある。
前述のように天保の改革の一環として、天保14年（1843年）3月に江戸の町奉行所が英泉ら6名の浮世絵師を呼び出し、風紀を乱す浮世絵を制作しないよう誓約した請書に捺印させて以降、英泉は錦絵の制作を止めた。天保の改革とともに天保14年12月23日（1844年2月11日）に、英泉の盟友であった為永春水が亡くなった影響も大きかった。爛熟した世相を背景とした女性のデカダンスな姿を描いた人情本の原作者であった為永春水は、前述のように挿絵作者として英泉をしばしば起用しており、お互いの作風に影響を与えあっていた。松田美沙子は天保の改革と為永春水の死去により、妖艶な姿が特徴である英泉の美人画を描ける環境が消失してしまったと考えている。

### 春画

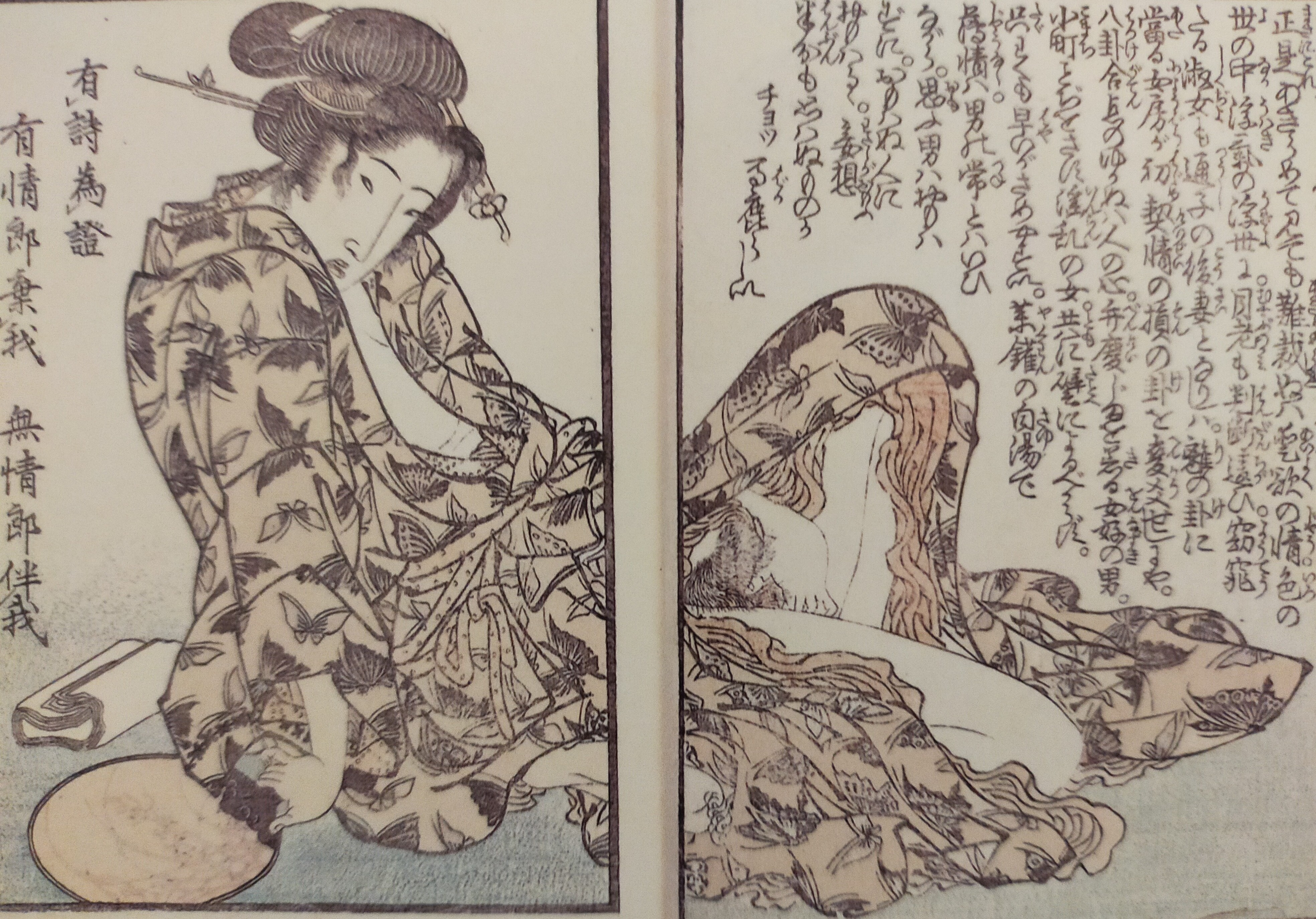
『閨中紀聞 枕文庫』より女安味の図。思う男には思われず、思わぬ男から言い寄られ、やるせない気分の中、自慰をする女性像を描いている。

リチャード・レインは英泉を杉村治兵衛、礒田湖龍斎と並び、性の歓びと美しさを描くことに特異な才能を発揮したと評価し、女性の魅力に対して妄執ともいうべき執着心を持っていたと考えている。林美一は「彼（英泉）」のデカダンスな五十八年の放浪の生活は、まさに枕絵（春画）とともに明け、酒とともに暮れた」と評し、英泉の枕絵（春画）の美女たちは女性器そのものであるとの言説を紹介している。
浮世絵師としてのキャリアの初期段階から英泉は積極的に春画の制作に取り組んだ。初期の英泉の春画に記された陰号（異種の落款）は、「淫乱斎」、「千代田淫乱」、「壽氣人（すきひと）」、「女好（にょこう）」、「好色山人」、「好色斎」など数多く、頻繁に陰号を変えていた。春画は落款が無かったり、陰号が記されているため、英泉作と断定できる初作の春画は、画中に英泉の隠し落款と文化丑との表記が確認されている文化14年（1817年）制作の、『美多礼嘉見（みだれがみ）』であるが、それ以前にも多くの春画を制作していたことは確実視されている。なお、初期の英泉の作品を詳細に検討した結果、画業の初期段階、春画の制作数は他種の浮世絵制作数の合計よりも多いと推定されていて、浮世絵師としてのキャリア初期段階では春画制作が英泉の主要な収入源だったのではとの推定がなされている。英泉は文章にも自信があったため、絵のみならず文章も自作で賄った。その上、基本的に版下まで自筆で制作しており、これは英泉が制作する春画の特徴の一つとなっている。林美一は版下まで制作してくれる英泉は制作上の手間が軽減されるため、版元としても依頼しやすかったのではないかと考えている。

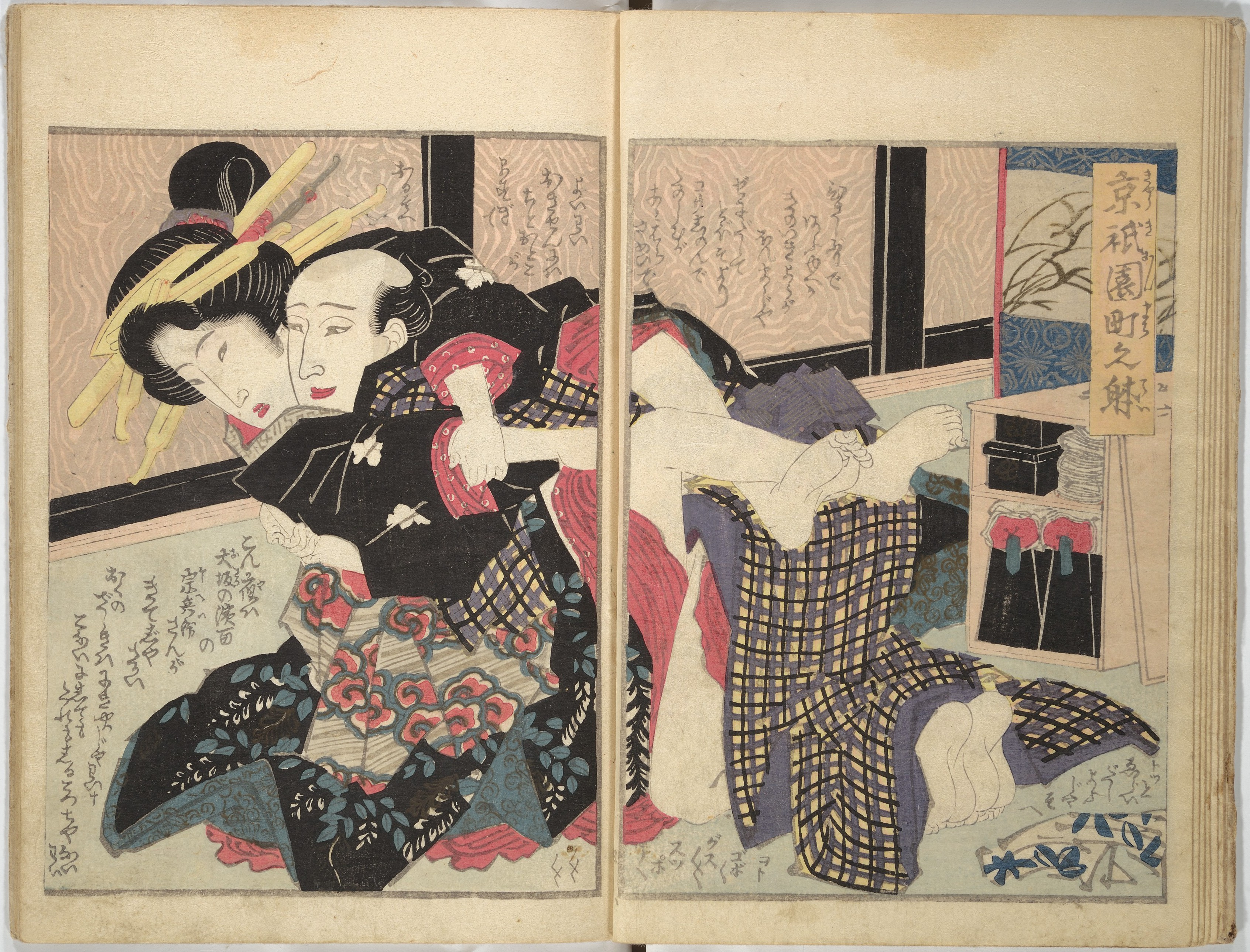
艶本『万寿嘉々見（ますかがみ）』より

田辺昌子は浮世絵師のキャリアの初期段階から見ごたえがある春画を制作していたと評価しており、また師匠格の英山、そして葛飾北斎からの影響が見られることを指摘している。リチャード・レインもまた、文化年間末期の英泉の春画には北斎からの影響がみられることを指摘している。林美一は後述のように英泉は北斎から春画の署名時に用いる陰号を譲り受けたと主張しており、また春画は英泉の画歴の初期から北斎の影響を受けた作品を制作していたとしている。なお春画で英泉が用いた陰号は多数に及ぶが、「淫乱斎」、「淫乱主人白水」が最も著名であり、「淫乱主人白水」の白水とは英泉の泉の字を白と水に分け、性的な意味あいを持たせたものとされている。
文政年間前期の1820年代前半、英泉は代表作とされる『万寿嘉々見（ますかがみ）』、『夢多満佳話（むたまがわ）』、『春の薄雪』、『艶本華の奥』などを制作する。また英泉の春画の代表作のひとつとして、性の百科全書ともいうべき全四巻の性典『閨中紀聞 枕文庫』が挙げられる。『閨中紀聞 枕文庫』は当時のベストセラーとなり、『閨中紀聞 枕文庫』に続いて、英泉は性典ものの作品を数多く発表した。リチャード・レインは1820年代半ば以降、英泉の春画の作風に堅苦しさがみられるようになり、その後、猟奇的かつサディスティックなものが目立つ作風になっていくと評している。また林美一も天保期の英泉の春画は頽廃性を増していると指摘している。英泉が春画の制作を止めたのは、美人画と同様、天保14年（1843年）3月の江戸町奉行からの呼び出し後のことである。ただし春画に掲載する文章の制作は嘉永元年（1848年）に亡くなるまで継続した。英泉は約30年間春画を制作し続け、総計100作を超える浮世絵師として最多数の春画を制作することになる。

### 風景画

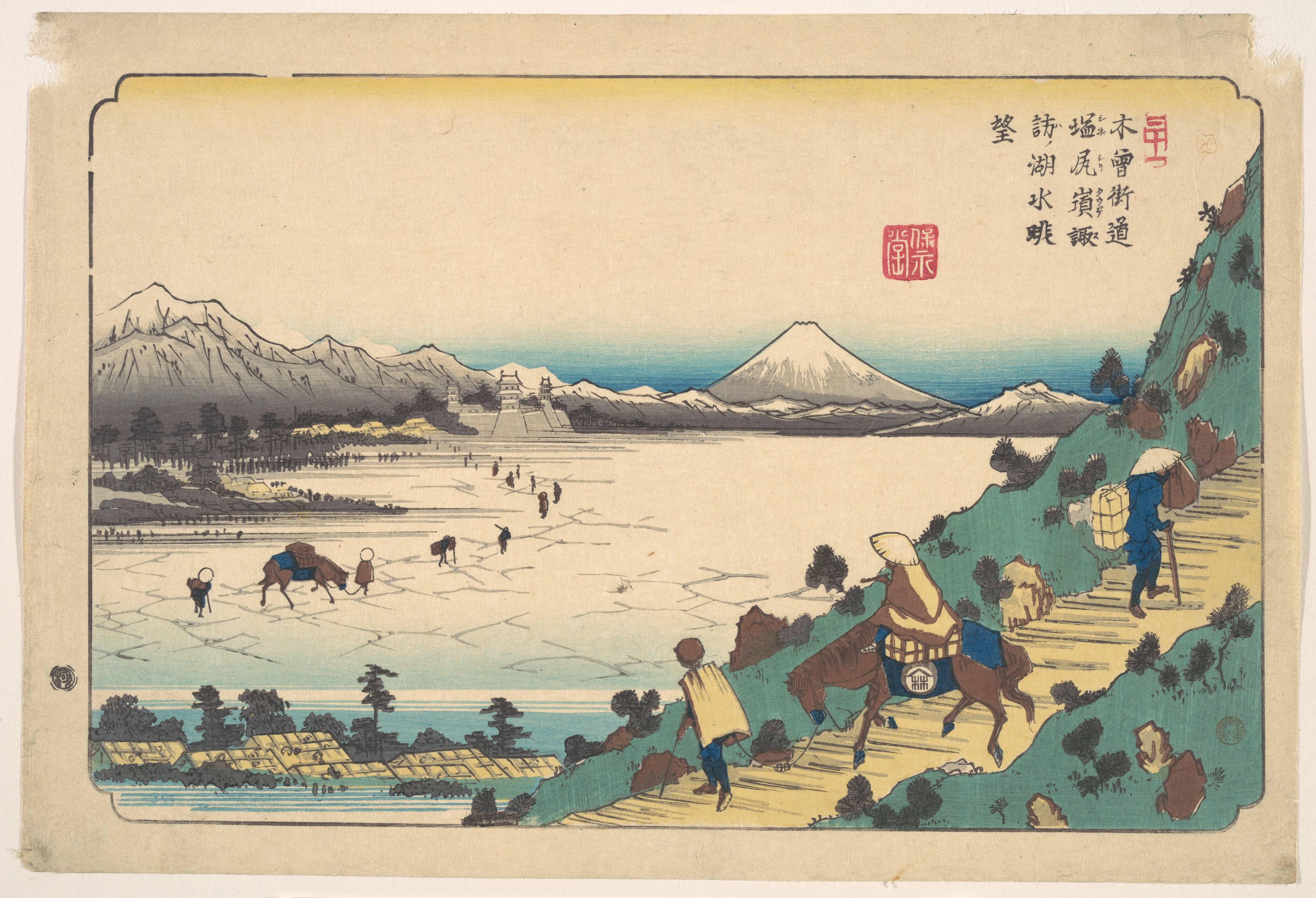
『木曽街道六十九次 塩尻嶺諏訪ノ湖眺望』

英泉が制作した風景画の中で、初期に制作した『江戸名所十景』のみが英泉筆の落款が記されている。『江戸名所十景』は小判の浮世絵であり、作風的にも素朴なものであることから、まだ浮世絵の中で風景画というジャンルがさほど重要視されていなかった文化年間に制作された可能性があると考えられている。続く文政期も浮世絵界における風景画の位置づけは高くなく、英泉の制作する風景画は摺物、版本などのジャンルに限定されていた。文政期の英泉の風景画の作品は、丁寧に景色を描写していることが特徴として挙げられ、風景画家として優れた技量を示していた。

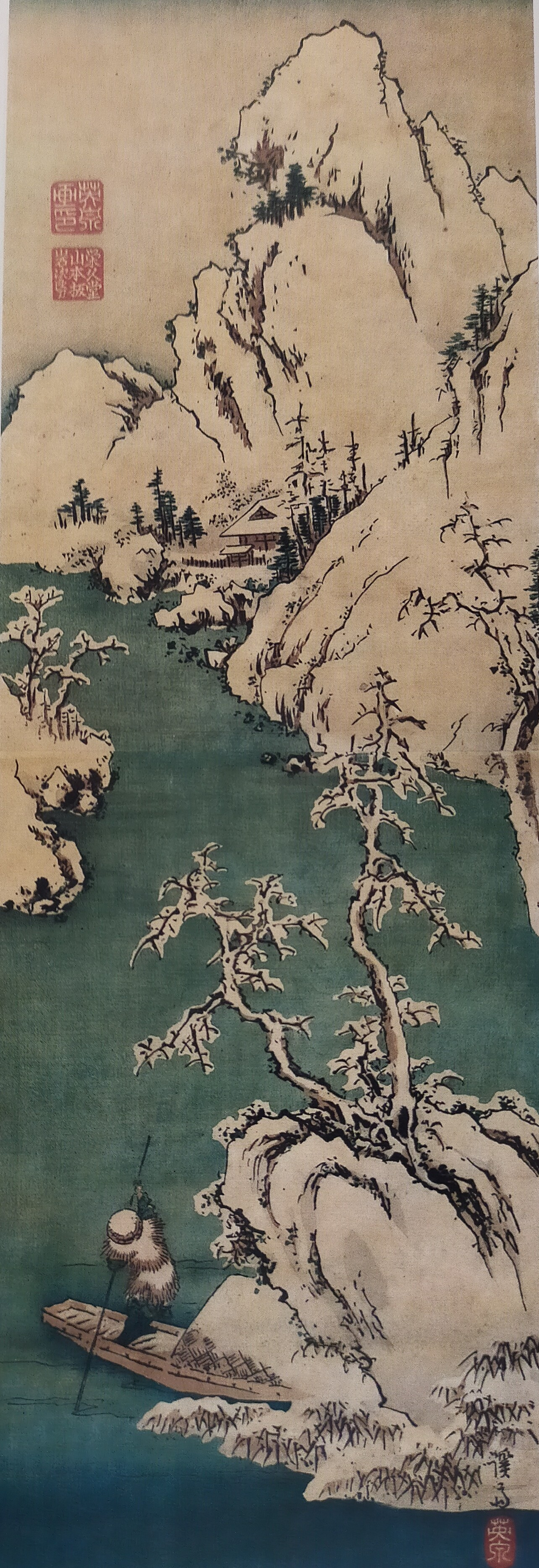
『雪中山水図』

天保年間に入り、葛飾北斎が『富嶽三十六景』、歌川広重が『東海道五十三次』という傑作を相次いで発表し、大人気を得たことから、浮世絵界の中で風景画は一躍主要ジャンルの仲間入りをした。風景画に対する需要の高まりの中で、『東海道五十三次』の版元である保永堂は天保6年（1835年）、英泉を風景画シリーズ『木曽街道六十九次』の作者に起用する。なお版元の保永堂竹本孫八は、当初『木曽街道六十九次』の企画を歌川広重に持ち込む予定であったが、理由ははっきりしないもののシリーズ当初は英泉に制作が委ねられることになった。天保6年の時点で葛飾北斎は錦絵の制作からはほぼ手を引きつつあり、北斎が不在となった錦絵界において英泉は並々ならぬ抱負をもって『木曽街道六十九次』の制作に取り組んだと考えられる。しかし24作目を最後に英泉は手を引き、広重に引き継がれることになった。また英泉作と考えられる最後の2作からは英泉の署名が削除され、後摺からは英泉作の全ての作品から署名が削除された。制作者の途中交代の理由としてはそもそも当初は広重に依頼する予定の企画であったことと、英泉の作品が不評であったためと考えられている。この途中降板は英泉にとって大きな挫折となった。

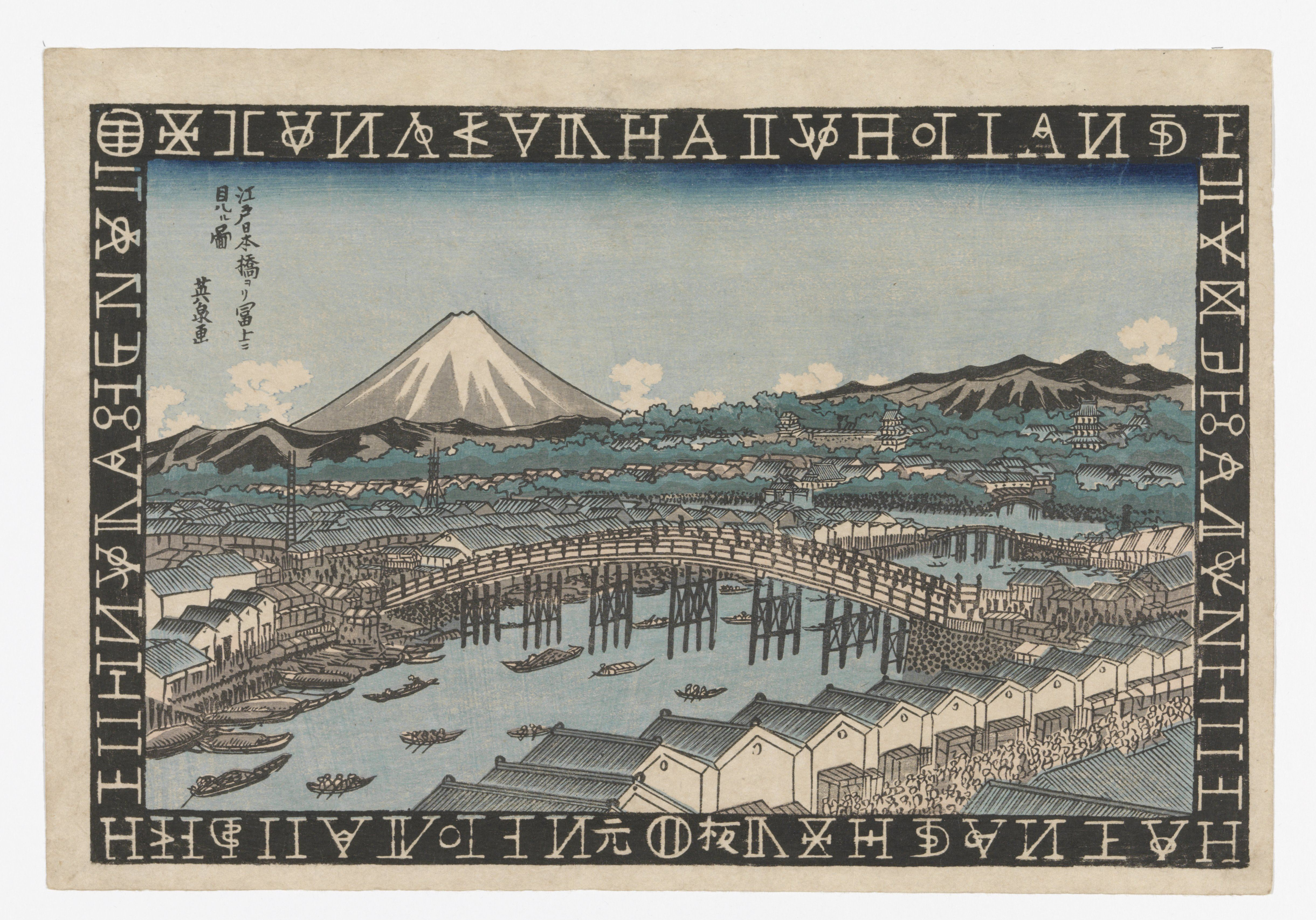
蘭字枠を用いた作品『江戸日本橋ヨリ富士ヲ見ル図』

英泉の風景画に対しては、情景を丁寧に描き込んでいるものの風景画としての広がりや奥行きに欠け、透明感がなく垢抜けしない作品であるとの批判もある。しかし浮世絵風景画の主役となった広重の癖がない平明な作風とは明らかに異質の、英泉の中国画にルーツを持つち密な構図、硬質な描写の風景画は、広重流一色に染まることを防いだとの評価や、『雪中山水図』、『月夜山水図』など、中国画の世界を浮世絵版画に再現させたかのような重厚な作品は、広重、そして北斎とも異なる英泉独自の作風の傑作であるとの評価もある。
なお、英泉が制作した風景画の中には、オランダ語のアルファベット風の模様を、額縁状に画面の周囲に描いた蘭字枠風景画と呼ばれるものがある。蘭字枠風景画に描かれた模様は一見するとアルファベットそのもののようであるが、アルファベットを模様化したものである。蘭字枠風景画の作風は、西洋画の描写を参考にした、湧き上がるような雲を描き、遠近法を取り入れた洋風の風景画である。英泉の風景画は中国画風のものが多く、西洋画風の風景画は少数派である。このことから英泉の気が向いた時に西洋画風の蘭字枠風景画を制作していたか、または版元からの依頼で西洋画風の作品を制作していたのではないかと考えられる。浮世絵研究家の小林忠は、蘭字枠風景画や後述の藍摺など、英泉は奇抜な工夫で江戸っ子を驚かせ、喜ばせたと評価している。

### 藍摺

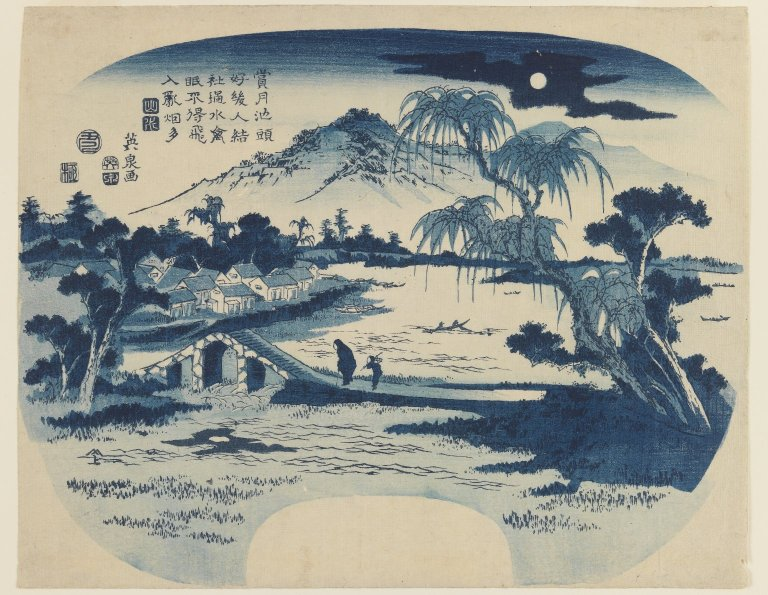
英泉作、藍摺の団扇絵

浮世絵の制作上、元来青は極めて使いづらい色であった。浮世絵に青の色を出す場合、岩紺青やコバルト系の顔料である花紺青など鉱物性の顔料、ツユクサ、蓼藍という植物性の色素といった選択肢があった。しかし岩紺青や花紺青は浮世絵の木版に使用するには粒子が粗く、均質な伸びが期待できなかったため胡粉と混ぜるなどして使用されたものの、そうすると青の発色が鈍くなり、その上、極めて高価であった。一方、ツユクサの花から抽出された色素は綺麗な青色で、木版に使用した場合の伸びも良好で、浮世絵に使用しても美しい青を出すことが可能であった。しかし深みのある濃青色を出すことは不可能であり、その上、ツユクサの色素は極めて水に溶けやすく、水に触れれば流れ出してしまい、しかも退色が早くて早い時期に青色から黄褐色に変色してしまうという大きな欠点を持っていた。そして蓼藍はかなり高価であった上に色の伸びが悪く、発色もくすんだ青になるため、木版画に使用するには使い勝手が悪かった。また蓼藍もツユクサほどではないにしても退色する欠点があった。

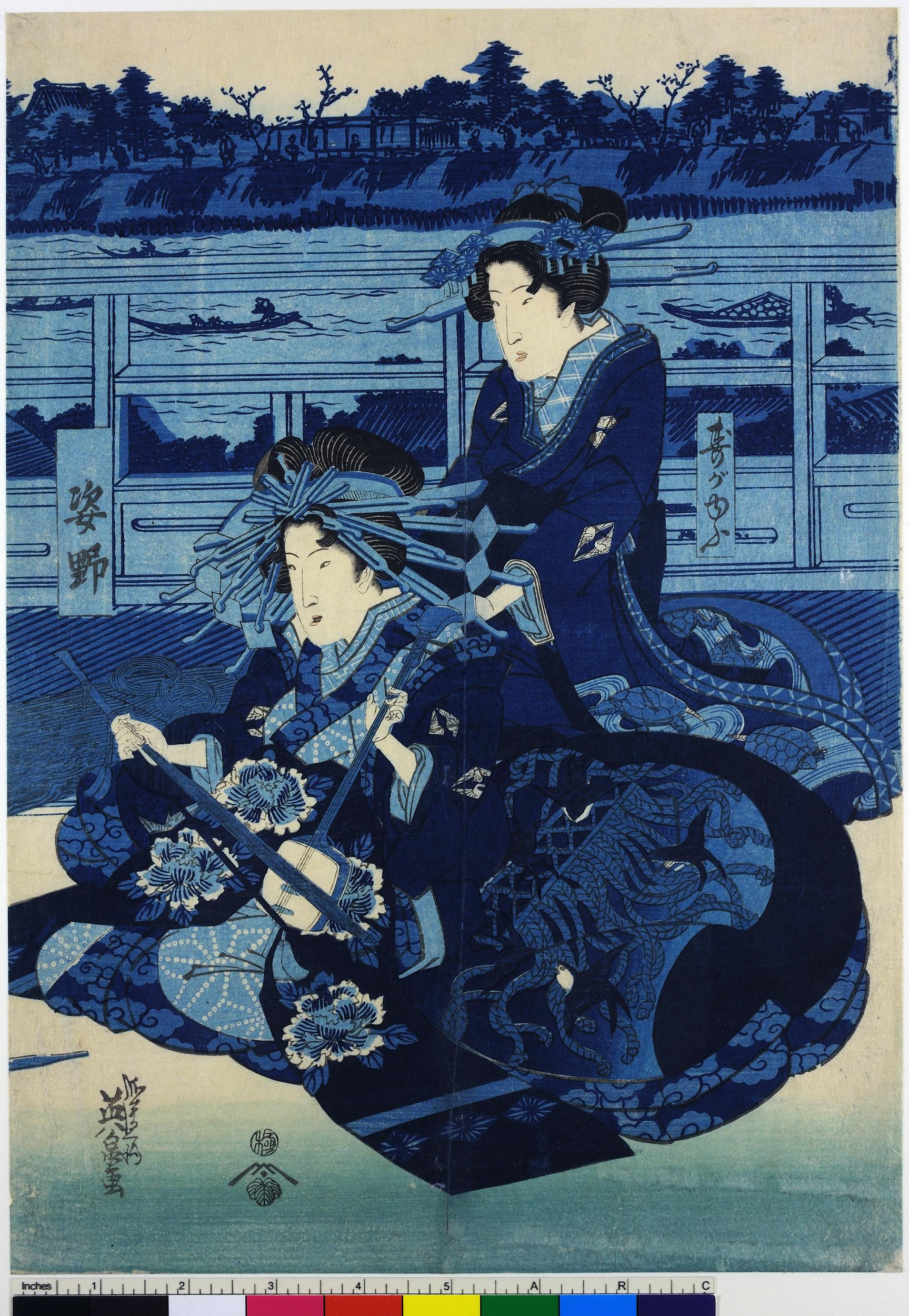
英泉の藍摺美人画

そのような中で登場をしたのがベロ藍であった。18世紀初頭、ベルリンの絵具製造業者により発見されたと伝えられるプルシアンブルーは、1720年代にはヨーロッパ全土、1750年代にはアメリカやアジアへと、世界各地に広まっていった。日本にも18世紀後半にはオランダ貿易ないし清との貿易によって流入するようになった。当時の日本ではこの舶来の青色顔料をベロ藍と呼んだ。18世紀から19世紀初頭の段階ではベロ藍の輸入量も少量であり、価格も高かったが、1810年代後半の文化年間末以降、輸入量が増大し、価格も下がってきた。このベロ藍の輸入量の増大は、日本国内における需要の増大が要因であると考えられている。
ベロ藍は浮世絵版画にとって最適の色素であった。まず粒子が細かく色の伸びが良く、版画に使用した場合色むらが少なくなる。また他の絵具と混ぜることによって様々な色調の青を出すことが可能であった。また色彩的にも透明感があった。渓斎英泉はそのベロ藍にいち早く注目し、文政12年（1829年）頃に自らの浮世絵版画に使用し始めたとの説がある。英泉が初めて浮世絵版画にベロ藍を使用した作品は、多版を重ねる浮世絵版画の技法を生かして濃淡のコントラストをつけた藍色の団扇絵であった。青葱堂冬圃の『真佐喜のかつら』では、英泉のベロ藍を用いた団扇絵をきっかけとしてベロ藍を使用した藍摺が大流行することになったと記録している。
ベロ藍の青はその発色の良さで高い支持を集め、英泉は「藍摺の英泉」とも言われ、藍摺の作品が求められるようになった。天保期以降、美人画の制作量が激減した英泉は、ベロ藍を効果的に使用した風景画の作品なども制作したが、主に過去に制作した作品の版木を一部改変するなどして藍摺の美人画を刊行した。これは英泉の藍摺と美人画人気を見越して、過去の版木を流用して藍摺を制作することによって需要に応えたものと考えられている。

### 役者絵
事実上の自伝である『无名翁随筆』では、「役者畫はかかず」と記されているが、実際には英泉作の役者絵が確認されている。2013年3月時点で英泉作の役者絵は15枚確認されており、おおむね文化10年（1813年）から文政2年（1819年）の間に上演された歌舞伎の内容を描いた作品である。英泉制作の役者絵は細版で紙質も悪く、使用されている色も少ない廉価版であり、役者絵の世界では英泉は格下の絵師扱いであったことを示している。そして文政3年以降、英泉作の役者絵は確認されていない。
文化年間から文政年間にかけて、役者絵の世界では歌川派の歌川豊国、豊国の弟子である歌川国貞ら、歌川派が圧倒的なシェアを占めており、英泉としても歌川派の実力を前に役者絵の世界に食い込んでいくことの困難さを悟り、美人画分野での成功もあって役者絵制作を止めたのではと考えられている。

### 武者絵
英泉はその画業の初期から武者絵の制作を行っていた。捺された印章から、文化13年（1816年）から文政4年（1821年）に制作されたと推定される作品が確認されており、当時、武者絵を得意とした勝川春亭の作風からの影響が指摘されている。春亭の後に武者絵に取り組んだ浮世絵師には歌川国貞、歌川国芳らがいるが、英泉の作風は後に武者絵の第一人者となる国芳に比較的似ているものの、英泉は武者絵制作に熱意を示すことは無かった。

### 摺物
文政年間中盤から後期には、狂歌の摺物が流行した。摺物とは俳諧師や狂歌師が個別に注文して作成するいわば自費出版ものであり、俳諧師や狂歌師が詠草を摺物の制作業者に手渡し、その内容にふさわしい絵を制作し、詠草と合わせ摺物としたと考えられている。英泉は100作以上の摺物を制作していることが確認されていて、英泉の画業の中でも重要なものであったと考えられている。英泉に摺物の制作を依頼した顧客の中には、深川の当時著名であった料理店の店主や、狂歌師として柳桜亭花也を名乗っていた長州藩主毛利斉元らがいて、英泉は人気摺物絵師であった。

## 戯作者などの活動

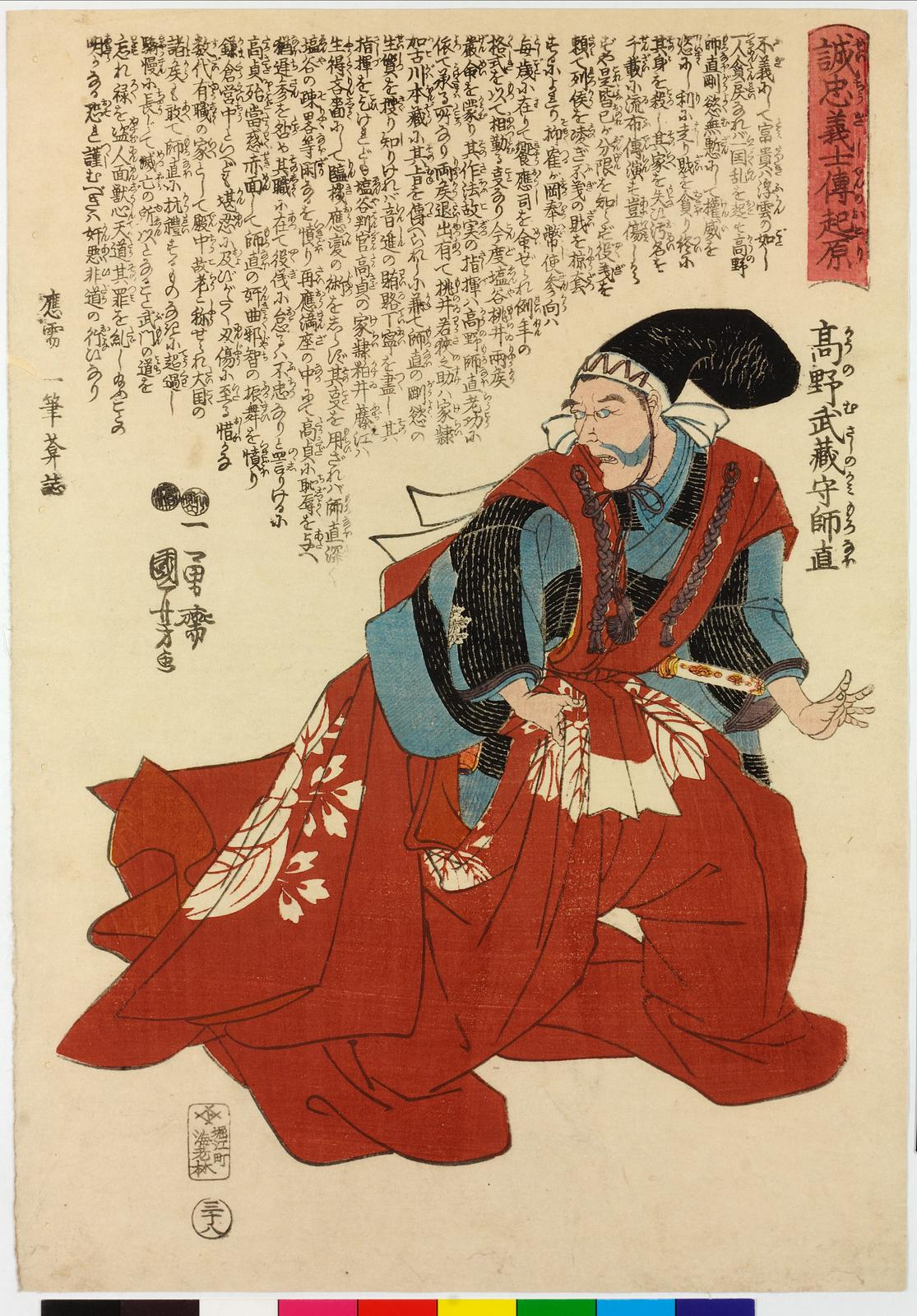
歌川国芳筆、一筆庵（渓斎英泉）文、『誠忠義士伝 高野武蔵守師直（こうのむさしのかみもろなお：吉良上野介役）』

天保14年（1843年）3月の奉行所呼び出し以降、錦絵の制作から手を引いた英泉は戯作者に転向していった。天保の改革による締め付け政策が緩んできた弘化3年（1846年）、三代目歌川豊国が作画を担当した『児雷也豪傑譚』５、６編で戯作者として文章を担当する。その際、英泉は浮世絵作者としての画号、渓斎英泉ではなく、一筆庵を名乗り執筆活動を行った。版元としては執筆者としての実力よりも、かねてから絵師としての繋がりがある英泉を、天保の改革で大打撃を受けた出版界を手っ取り早く立て直すための人材として登用した面が強かった。このような状況下で英泉は作者柳亭種彦没後、天保の改革後に続編が制作されることになった『偐紫田舎源氏』の作者に選ばれることになった。この時期の英泉の戯作者としての作品には教訓的な内容のものが多く、松田美沙子は天保の改革や盟友為永春水の死が影を落としているのではないかと考えている。
弘化4年（1847年）、歌川国芳が制作した赤穂義士全身像の錦絵に、英泉が一筆庵の名で義士それぞれの事績を記した揃物錦絵『誠忠義士伝』が出版された。この『誠忠義士伝』は大当たりとなり、総計40万8千枚を売った。英泉は経験豊富な浮世絵師であるため錦絵作者が腕を振るいやすい文章が作れたため、歌川国芳との優れたコラボ作品が制作できたのではないかと考えられる。『誠忠義士伝』の大当たりを見た版元は、国芳と英泉のコラボ再作を働きかけ、武田信玄、上杉謙信とその家臣たちを描く『甲越勇将伝』の企画がスタートした。しかし前述のようにこの時点で英泉の健康状態は悪化しており、胸痛に苦しみながら制作を行うことになった。結局英泉は『甲越勇将伝』の作者を最後まで務めることがかなわず、嘉永元年7月22日（1848年8月20日）に亡くなる。

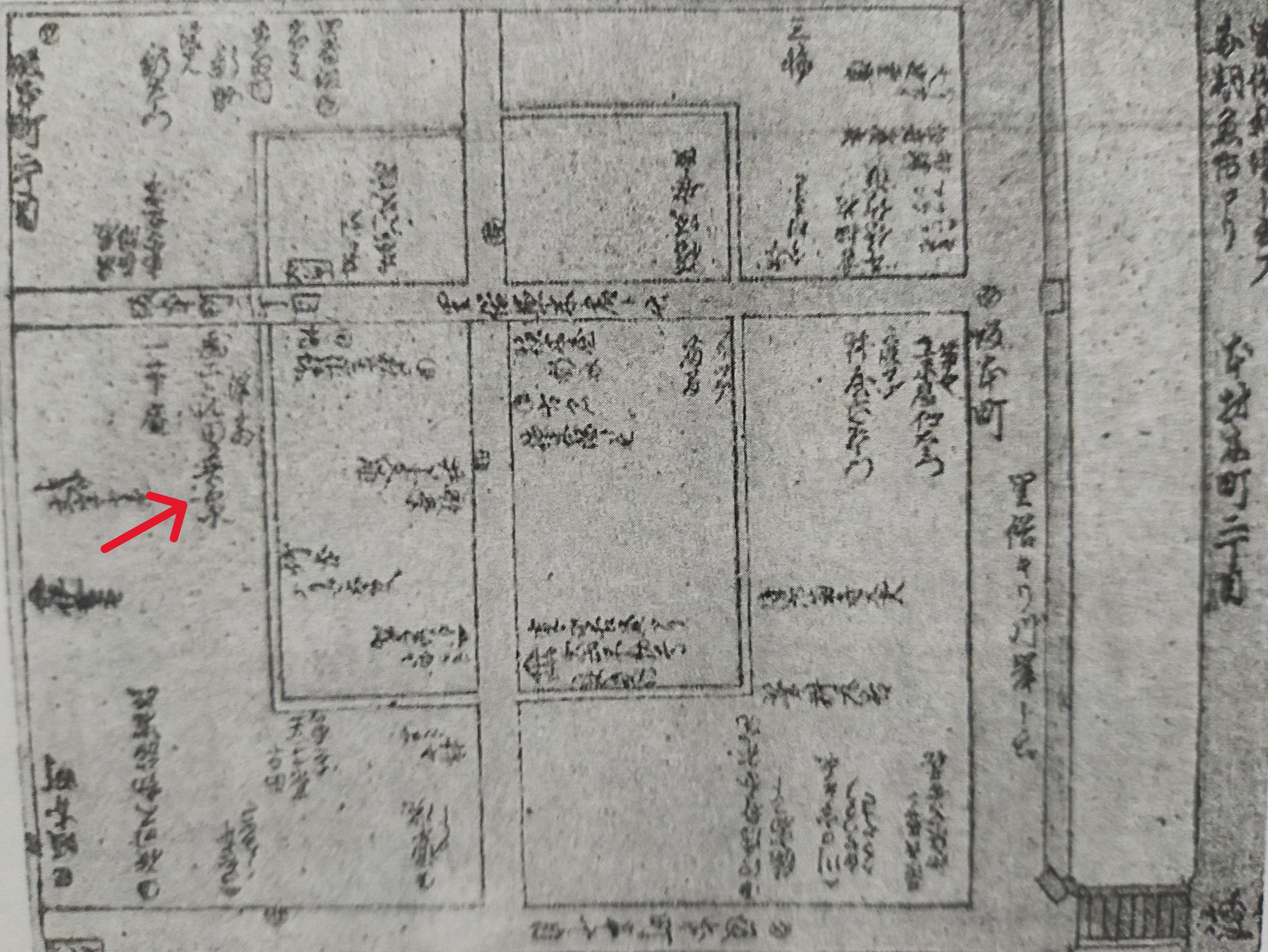
弘化2年（1845年）に英泉が自作した『武蔵豊島郡峡田領荏土 楓川鎧之渡古跡考』の一部分。赤い矢印で英泉の自宅を示す。

なお、戯作者としての英泉については楽亭西馬が『善悪両頭浮世奇看』の序文の中で、画も文も制作する才子であるとした上で、文に劣る拙い絵もあると文章の方を評価した。また仮名垣魯文の弟子にあたる野崎左文は、仮名垣魯文の文章の先輩の一人として一筆庵英泉の名を挙げており、英泉の文才はある程度認められていた。
英泉は晩年の弘化2年（1845年）に私家版の『武蔵豊島郡峡田領荏土 楓川鎧之渡古跡考』、『好古集覧 革究論考』を本名の池田義信名で刊行する。『武蔵豊島郡峡田領荏土 楓川鎧之渡古跡考』は英泉が住んでいた坂本町とその周辺を紹介した明細地図であり、英泉を含め制作当時の住人について、そして名所旧跡、過去に居住していた著名人についてまで考証の上、詳細に記述している。この『武蔵豊島郡峡田領荏土 楓川鎧之渡古跡考』には「池田蔵版」の印が捺されているものがあることから、英泉自身が配布したものであるとの説が有力である。『好古集覧 革究論考』は、詳細な解説付きの甲冑などに用いられている古物の染革図案集である。また英泉が挿絵を担当した発句集『名所発句集』など最晩年の英泉が絵を描いた、錦絵以外の出版物がいくつか存在する。

## 交友関係など

### 葛飾北斎と南蘋画への傾倒

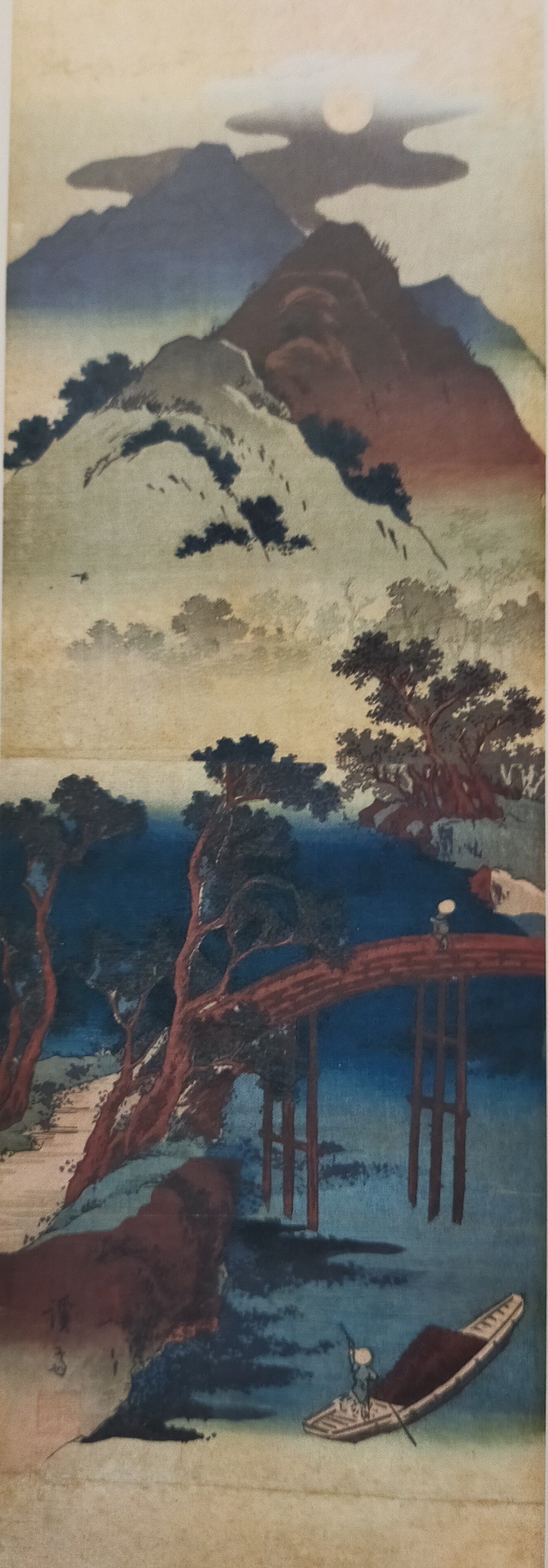
『月夜山水図』

『无名翁随筆』には「北斎翁の画風を慕ひ画則骨法を受て後一家をなす」と書かれており、英泉自ら葛飾北斎の画風を慕い、学ぶ中で浮世絵師として独り立ちしたと主張している。英泉の作品の中には、描写や構図が北斎の作品からの明らかな影響を受けたものがみられる。この影響は英泉が浮世絵師として名声を獲得した後の作品にも確認できるため、単純な模倣というよりも北斎の作風自体への傾倒、賞賛があるのではと指摘されている。
林美一は、英泉が身を寄せていた菊川英二の家の近くに、北斎の高弟の一人であり、菊川英山の友人でもあった葵岡北渓が住んでいたため、葵岡北渓繋がりで英泉と北斎との関係性が出来たのではと考えている。また林は北斎が用いていた陰号である「紫色庵雁高（ししきあんがんこう）」を英泉が譲り受けたと主張しており、英泉の浮世絵作家人生の後半は北斎系の絵師となったとしている。
英泉は北斎の中国画風の画風に特に惹かれたものと考えられている。『无名翁随筆』には「北斎流と号し明画の筆法を以て浮世絵をなす。古今唐画の筆意を以て画を工夫せしは北斎翁を以開祖とす。ここに於て世上の画家、其画風を奇として世俗に至る迄大にもてはやせり」と記述されていて、中国画の手法を取り入れた北斎の作品が広く支持を集めたとしている。北斎が影響を受けたのは主に沈南蘋が日本に伝えた南蘋派の画風であり、南蘋派は特にち密な筆遣いで対象の質感を捉えた花鳥画にその真価を発揮した。北斎の作品には南蘋派の影響が指摘されており、北斎の影響を受けた英泉の作品にもやはり南蘋派の画風の影響がみられる。

### 国貞、国芳との関係

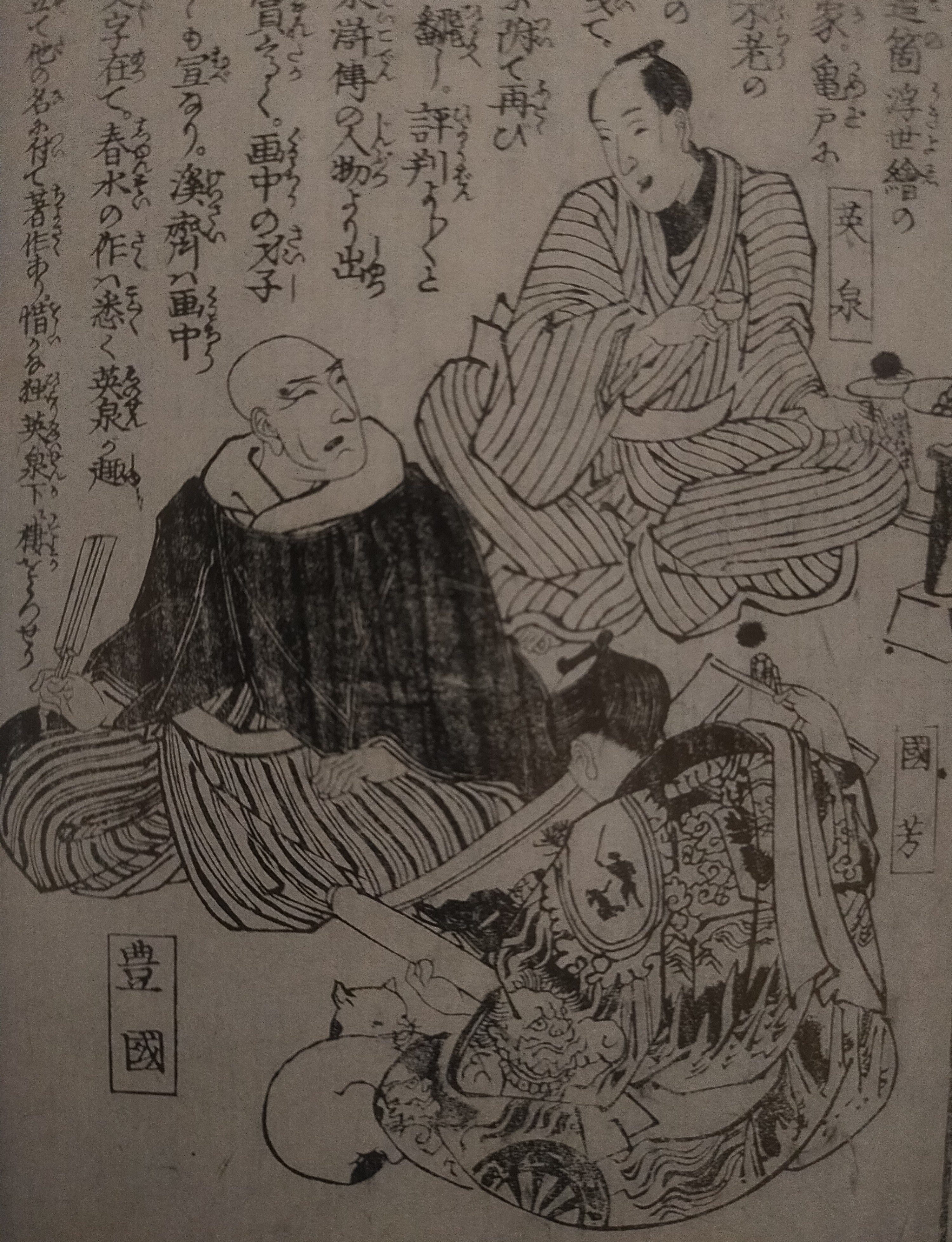
『日本奇人伝』に歌川国芳が描いた、渓斎英泉、三代目歌川豊国（国貞）、歌川国芳

小林忠は19世紀に入り、喜多川歌麿亡き後の浮世絵界は「歌川派にあらざれば浮世絵師にあらず」ともいえる状況になっていき、歌川派に負けない活躍が出来たのは葛飾北斎と渓斎英泉のみであり、英泉は孤立することを恐れずに活動し、名を挙げたデカダンス美人画家であったと評価した。また浮世絵研究家の高橋博信は、英泉は歌川派全盛の浮世絵界において歌川派に対抗すべく総帥の歌川国貞に立ち向かったいわば浮世絵界の一匹狼であり、歌川派に属しない絵師が名を挙げることが非常に困難である中、美人画のジャンルで国貞に負けない人気を獲得することに成功した一流絵師であったと評価した。
一方、花笠文京が文章、歌川国芳が挿絵を担当した『日本奇人伝』には、三代歌川豊国（国貞）、歌川国芳本人とともに渓斎英泉の三名が描かれている場面がある。『日本奇人伝』では三代豊国、国芳、英泉を「この浮世絵の三名家」としたうえで
と、英泉を紹介している。内容的に『日本奇人伝』は英泉の死後に出版されたものであり、英泉の死去を悼み、盟友であった為永春水との共同制作、そして一筆庵可候として行った執筆者としての活躍に触れている。また、英泉の姿は端正かつ温和な表情を見せており、田辺昌子は、国芳は好印象をもって英泉を描いたのではないかと考えている。
実際問題、英泉、国貞、国芳は三者合作である錦絵、『宝船図』を制作している。また英泉と国貞は、初代歌川豊国の三名の合作である『金のなる木 狂歌讀本 抜がき』を制作している。また戯作者転向後の英泉は、『其由縁鄙俤』、『誠中大星一代話』などで文章を英泉、挿絵を三代豊国（国貞）が担当する合作を制作した。国芳とは、前述の大当たりを取った文は英泉、作画は国芳が担当した『誠忠義士伝』の他、英泉が亡くなる嘉永元年（1848年）に刊行された『善悪迷所一覧』、『忠臣銘々画伝』などの合作を出した。
このように英泉と歌川派の国貞、国芳はともに競合するライバル同士でありながら、共同作業による合作も制作しており、ライバルでありながらも協働することもある関係であった。
|  |  |  |

### 戯作者との関係
戯作者の中では、英泉は為永春水との関係が密接であった。英泉と春水は文化13年（1816年）頃に出会った。春水は英泉のことを起用して、自らが経営する青林堂という書肆から英泉作の多くの艶本を出版するようになった。青林堂から出版した英泉作の艶本の中で最大のヒット作は、『閨中紀聞 枕文庫』であった。『閨中紀聞 枕文庫』は前述のように性百科全書のような内容であり、医書などからの引用とともにフィクションも加味し、彩色刷りを採用して多くの人々からの興味関心を集めた。
前述の『日本奇人伝』には、「春水の作は悉く英泉が趣向を立て」と記述されており、春水の作品に英泉が大きな影響を与えたとしている。また為永春水は女性の退廃美を描いた人情本を得意としており、春水との親密な関係が英泉の妖艶な美人画に反映されていたと考えられる。天保14年12月23日（1844年2月11日）の為永春水の死去は、英泉にとって大きな打撃となった。
また英泉は滝沢馬琴とも仲が良かった。英泉と馬琴がいつ頃知り合ったのかははっきりとわからないが、文政6年（1823年）の馬琴の書簡の中で英泉について触れられているのが、確認できる中で英泉が最初に登場する。この文政6年の書簡の中で馬琴は、南総里見八犬伝の挿絵制作が滞る中、英泉に制作を依頼したところすぐに完成したと記しており、馬琴は英泉のスピード感ある仕事ぶりに感謝したものと考えられる。英泉は馬琴のことを私淑しており、自作の錦絵の中にしばしば馬琴の著作である『南総里見八犬伝』の書影を登場させている。
なお、おおさわまことは英泉が遊女屋の経営に参画するようになった後、馬琴は英泉のことを嫌うようになったと主張している。しかし近世文学の研究者である服部仁は、馬琴宅を訪問した英泉の住所として遊女屋の住所を書き留めていること、天保7年（1836年）に開催された馬琴の書画会に参加した浮世絵師を紹介する中で、国貞、国芳、広重らとともに、英泉も高名な浮世絵師であると書き記していることから、遊女屋の経営後に馬琴が英泉のことを嫌った事実は無いと判断している。

### 門人
渓斎英泉の門人としては、泉蝶斎英春、春斎英笑、春川春蝶、米花斎英之、貞斎泉晁、紫領斎泉橘、山斎泉隣、嶺斎泉里、文彩堂文斎、一陽軒英得、春斎英暁、五勇亭英橋、伸斎英松、静斎英一、景斎英寿の名が挙げられる。景斎英寿は英泉の没後、一筆庵の号を継承した。

## 評価

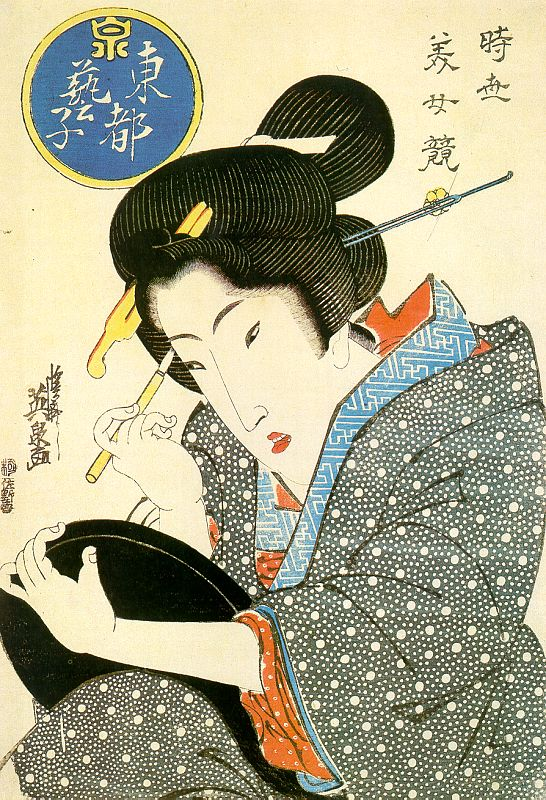
『時世美人競 東都芸子』

英泉が活躍した江戸末期は浮世絵の頽廃期と言われ、これまで英泉は頽廃期を代表する浮世絵師とされてきた。また戯作者としての活動や遊郭の経営参画、化粧品販売を行っていたことなどもあって、異色の絵師であるとの評価がなされていた。
笹川臨風は、英泉は画才も文才もあったとしながらも、飛びぬけた才能では無くて奇才の部類であって、多くのジャンルの絵を書きこなしたものの、風景画作者としては北斎、広重に及ばず、美人画は錦絵の全盛期が過ぎ去ってしまったことを象徴するような作品であると評価した。美術研究家の古川修は、英泉は化政期の頽廃的な文化を体現していたと評価し、遊里に入りびたる頽廃的でデカダンスな生活の中から、書画に娼妓の姿を書き散らかしたとした。『木曽街道六十九次』のような風景画も、酒を飲み、女遊びをしたいがために書きなぐったと評し、虚名であったとしても名を上げれば酒が飲め、女を買うことが容易になると考えていたと指摘した。そして遊廓の経営に参画したことも、遺憾なく捨て鉢なデカダン主義を発揮したと見なした。また古川は英泉が『无名翁随筆』の中で役者絵のようなものは描かず、春画好色本を多く制作したことを誇っているのは論外であると厳しく批判し、英泉の作品に関しても基本的には人真似であり、荒んでいて緊張感が無く弱いと手厳しく批評した。
その一方で古川は取り乱した姿の女性を描くことにかけては英泉の右に出る浮世絵師はおらず、特に肉感的になればなるほど作品に熱量があると評価し、喜多川歌麿も英泉の感覚的、肉感的、実感的な面においては英泉に及ばないとした。鏑木清方は、英泉の作品の品格は鈴木春信、鳥居清長、喜多川歌麿といった先達の作品に比べて遥かに下劣であるとしながらも、明治初年に生まれた鏑木にとって英泉が描く女性像は紙上の偶像などではなく、実在の女性像であったとそのリアリテイを評価している。

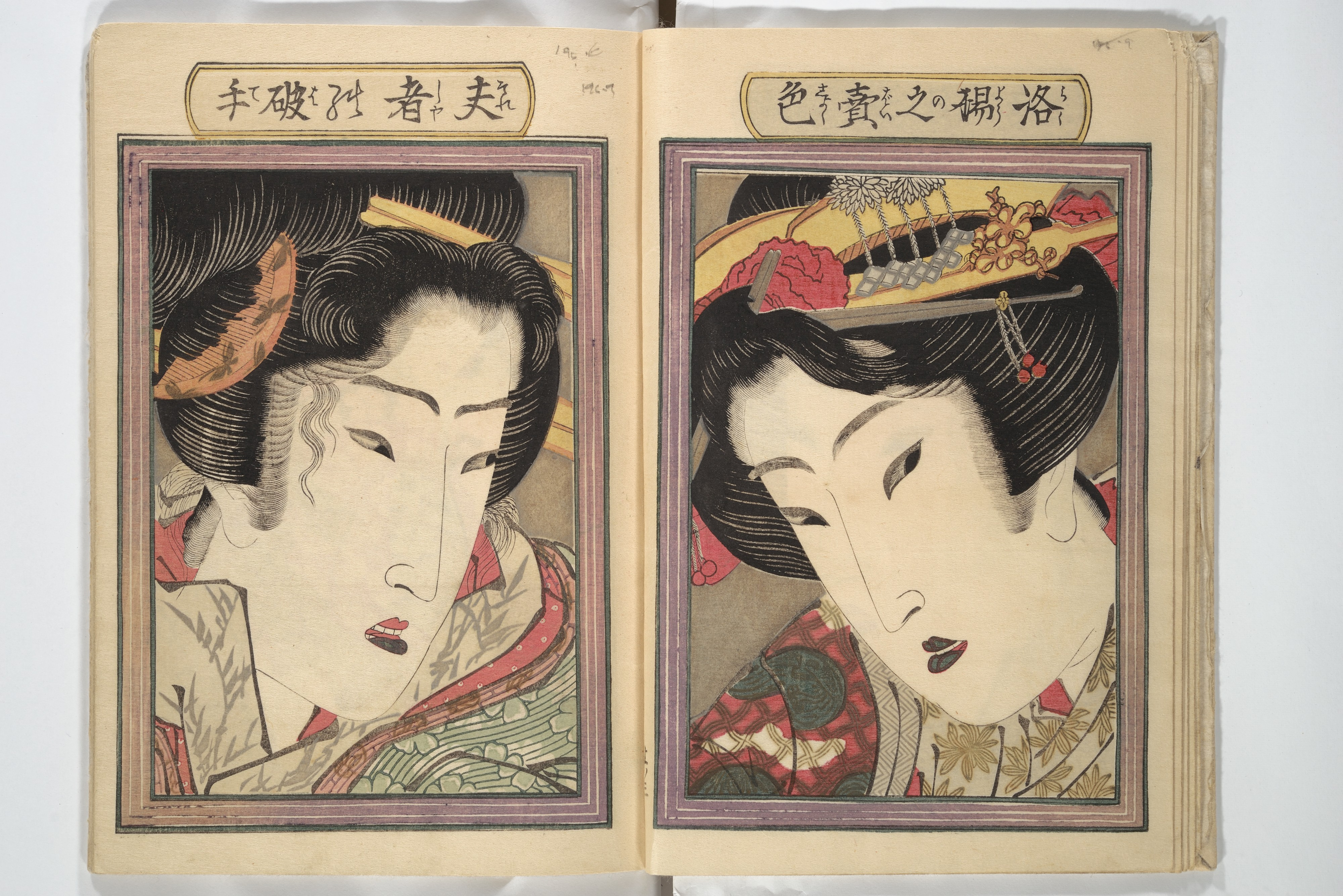
艶本『婦慈のゆき』より

英泉を批判、非難する意見が多い中、尾崎久彌は英泉を鈴木春信、鳥居清長、喜多川歌麿と並ぶ浮世絵美人画四大家の一人に挙げた。尾崎は英泉の描く美人像について、思わずはっとして目をそむけたくなるほどのひしひしと迫ってくる現実感があると称賛し、「理想も消し飛び夢もなくなり、時代の退廃を具現して、下品だと嗤われても、性的な顔を平気でずらりと並べた」芸術家であると評価した。
そして尾崎は
と美人画の四大家を評価した。
また浮世絵研究家の近藤映子は英泉のことを

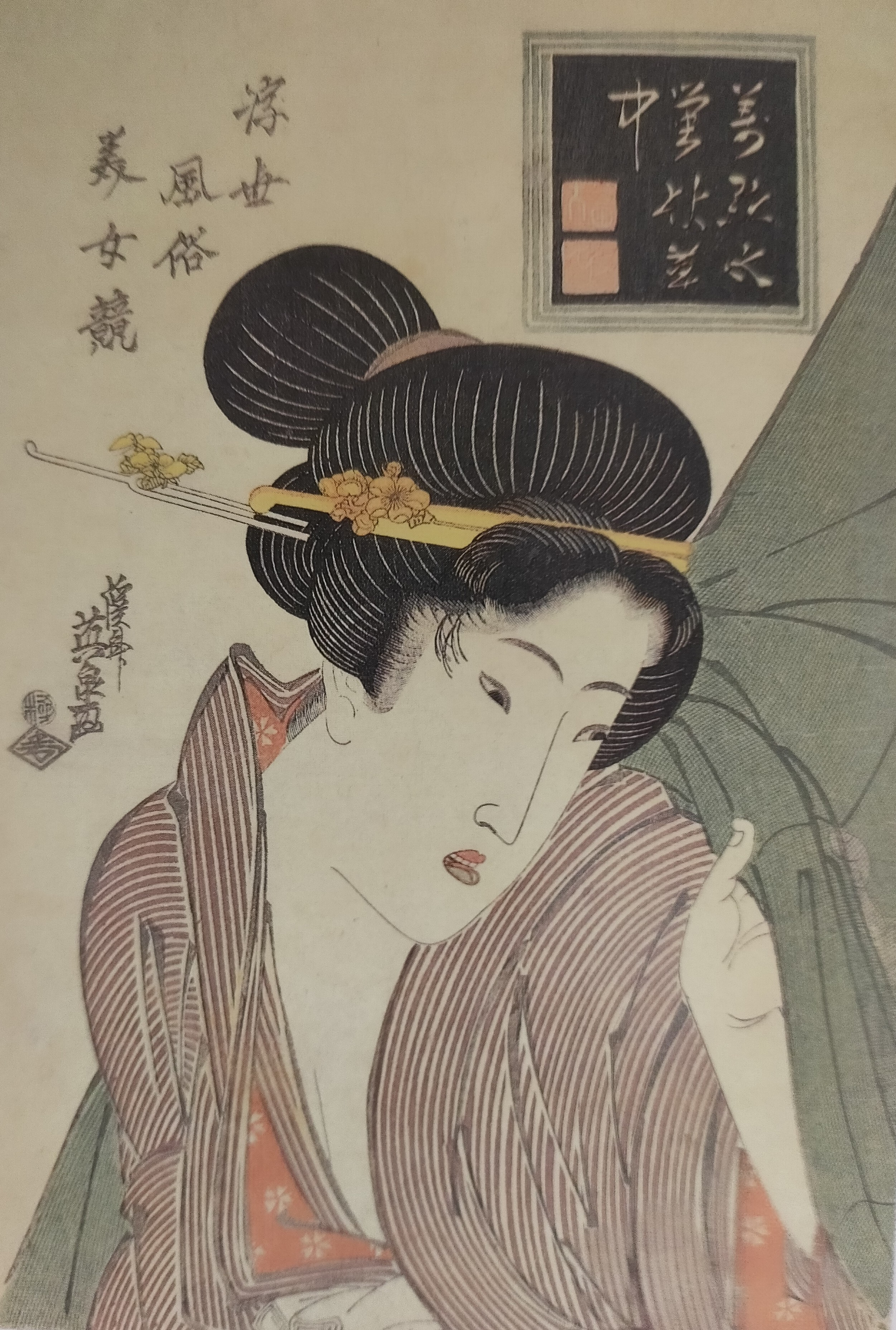
『浮世風俗美女競 萬點水蛍秋草中』

と評価した。浮世絵研究家の田辺昌子も、英泉が描くいびつな花魁らの美人像は現実から離れた世界を描いたものでなく、生きざまともいうべき真実を誇張して描いたものであり、その結果として強い実在感をもって迫りくる作品となり、人々の心を捉えることに成功したと評価している。
なお、尾崎久彌が英泉を浮世絵美人画四大家の一人に挙げたことに関しては、高橋誠一郎が前述の古川修による英泉批判を引用しながら否定している。これに対して林美一は高橋は浮世絵の真の姿を把握していないと厳しく批判し、春画を恥ずかしいものとせず、春画の制作を誇っている英泉を浮世絵師多しといえども英泉の前に英泉なく、英泉の後に英泉なしと高く評価した。

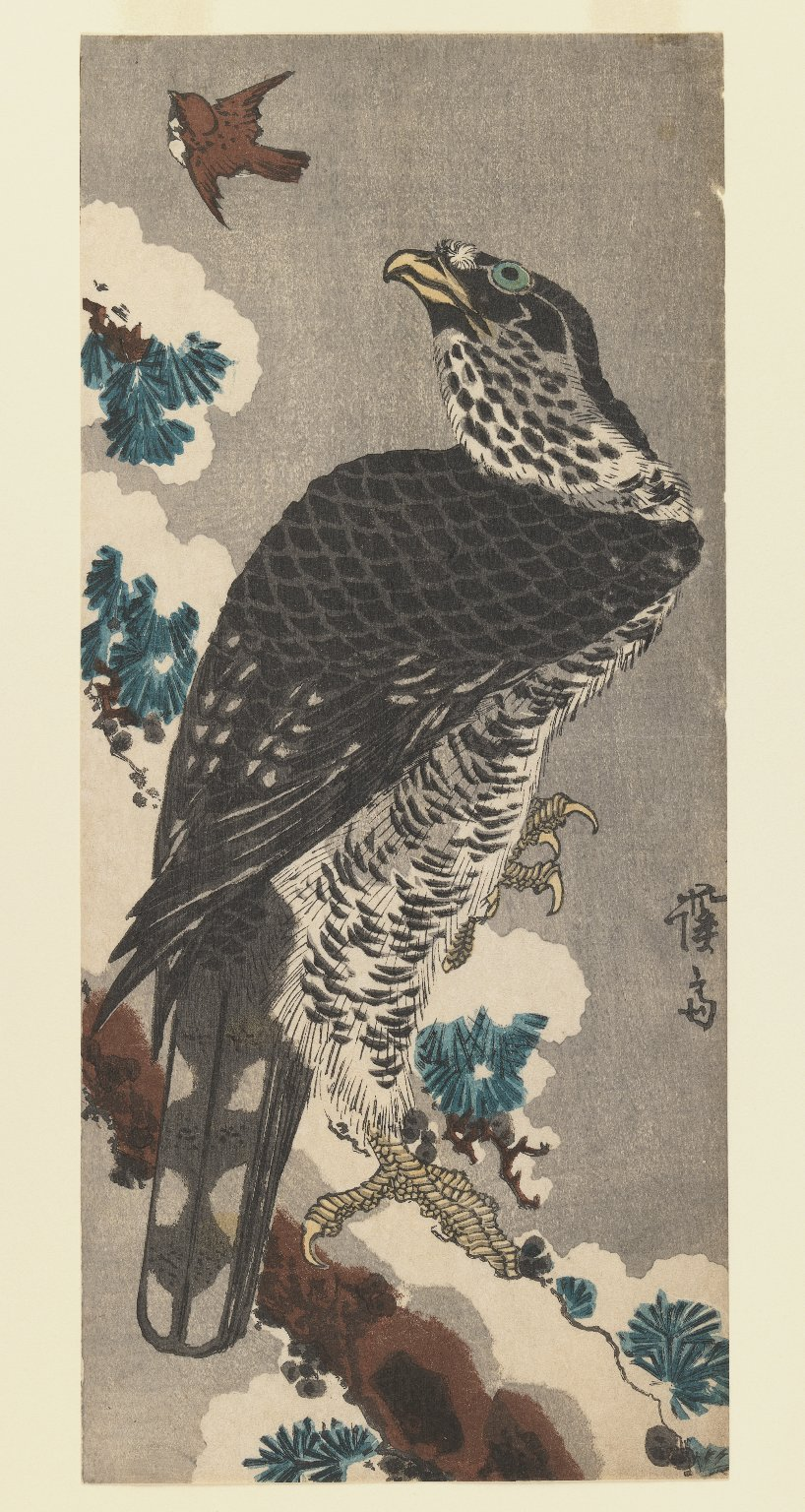
『雪中松に鷹と雀』

リチャード・レインは全盛期の英泉の美人画は歌麿のレベルに匹敵していたとし、実生活上でも遊里に通じていたため、作品表現の的確さに繋がったと指摘している。また遊里の官能的な雰囲気を冷静な視点で捉え、物憂げさとエロティシズムがない交ぜとなった魅力的な女性像を描き切り、営業上の仮面の下に隠れたか弱さまでも表現したと称賛し、芸術表現は全く異なるものの、ロートレックが描いた女性像に通じるものがあると評価している。その上で英泉の描く女性は、男に愛され抱かれる存在ではあるが、決して男に所有されるものではない、確固とした独立した世界、人格を持って描かれており、英泉にはフェミニズムの先駆者的な面もあったのではと考察している。
鈴木重三は、英泉は経歴、素行、作品から見てはなはだ特異な浮世絵師であるとした上で、よく知られた美人画のみならず力強いタッチが特徴である風景画や花鳥画など、幅広い画題で活躍したと評価した。また鈴木は英泉は人生の明暗を彷徨した人物であり、作品にその人生行路が投影されていると指摘した。

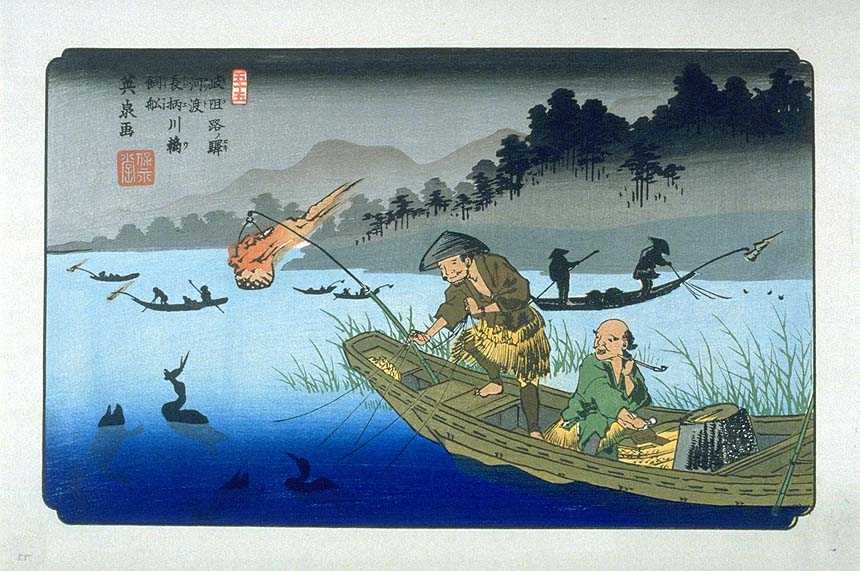
『岐阻路ノ駅河渡 長柄川鵜飼船』

浅野秀剛は、英泉は風景画など幅広い分野で独自性を発揮した浮世絵師であり、中でも美人画は妖しい目の輝きを持ち、色欲と激情を秘めた美人画で一世を風靡した浮世絵師であると評価した。そして風景画に関しては、作品の造形は北斎、抒情性は広重に劣るものの、力強いタッチと人懐っこい人物描写にその特徴がよく表れていて、当時の庶民生活を活写した風景画に英泉独自の作風が現れているとしている。
前述のように田辺昌子は、天保期以降美人画の制作が減少し、風景画の制作や文筆業に活動の中心が移ったことから、英泉本人としては美人画の制作が一番やりたかった仕事では無かったのではと推測している。また英泉の晩年に私家版として刊行した『武蔵豊島郡峡田領荏土 楓川鎧之渡古跡考』、『好古集覧 革究論考』は、ともに英泉の学識と学究肌な一面を示した作品であり、本名での刊行、そしてその内容から田辺昌子は、英泉は最期まで武士としてのアイデンティティを持ち続けていたのではと考えている。
また田辺は、これまで語られてきた英泉像自体、自伝である『无名翁随筆』の演出的記述に引きずられ、妖艶な美人画の作風と結び付けられて評価されてきた面が強く、英泉の実像を捉えているのか検証が必要であると指摘している。また松田美沙子も、これまでの英泉研究は『无名翁随筆』をもとにした伝記面のものは多いものの作品研究は数少なく、それも「頽廃的で妖艶な美人画」といったステレオタイプのものであると指摘している。

## 雲龍打掛の花魁とゴッホ

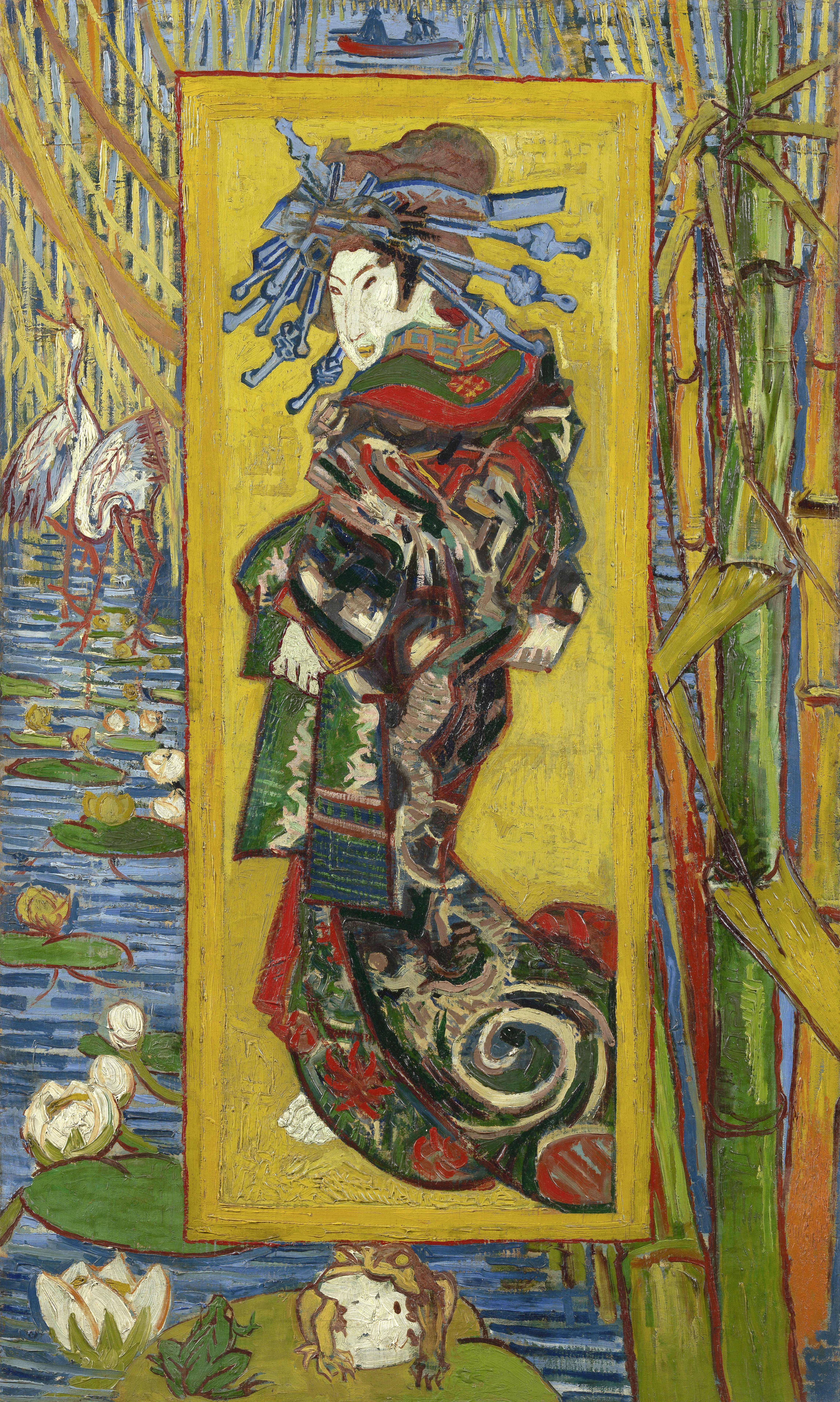
ゴッホ作『Oiran』

1886年5月に刊行された『パリ・イリュストレ』誌第45号、46号の合併号は、Le Japonと題した日本特集号となった。『パリ・イリュストレ』誌の編集長、シャルル・ジローはこの日本特集号の編集を林忠正に依頼した。林によればこの日本特集号の文章は全て林本人による執筆であり、掲載する絵の選択も林に任されていた。『パリ・イリュストレ』誌はカラー図版を多用した雑誌であり、第45号、46号には喜多川歌麿、葛飾北斎、歌川豊国らの浮世絵が紹介されていた。また『パリ・イリュストレ』誌の特集号には特別に美麗な表紙を別刷りでつけることがあり、この日本特集号も英泉の『雲龍打掛の花魁』が別刷りの表紙としてつけられた。
『パリ・イリュストレ』誌第45号、46号を入手したゴッホは、トレーシングペーパーを用い、『雲龍打掛の花魁』を忠実に写し取った。その後、ゴッホはトレーシングペーパーに写し取った『雲龍打掛の花魁』を拡大して油絵作品の『Oiran』を制作する。その後ゴッホは、『雲龍打掛の花魁』の姿を『タンギー爺さん』の背景にも描いた。
林忠正が『パリ・イリュストレ』誌日本特集号の特別版の表紙として『雲龍打掛の花魁』を選んだのは、雲龍を描いた豪華かつ強いインパクトを持つ衣装と、多くのかんざしを付けた花魁像が日本を象徴するものと判断したからと推測されている。ゴッホが他の花魁図ではなく、英泉の『雲龍打掛の花魁』を選び作品化した理由としては、やはりその強烈な個性に惹かれたためと考えられる。
|  |  |  |

## 今中宏コレクション
前述のように喜多川歌麿らが活躍した19世紀初頭までの浮世絵全盛期以降は浮世絵頽廃期とされ、昭和初期には歌麿らの浮世絵が高値で取引されていた反面、渓斎英泉や歌川国貞らの作品は評価が低く、不必要なものとして焼却処分されることもあった。しかし前述のように尾崎久彌のように英泉の作品を評価、紹介した専門家もおり、多くの専門家が見向きもしなかった英泉や国貞、国芳の作品を集めていた民間の浮世絵コレクターもいた。渓斎英泉は愛好家の今中宏が数多くの優れた作品を集めた。
千葉大学に非常勤講師として勤務していた浮世絵研究家の楢崎宗重は、今中宏の英泉作品コレクションを千葉市に寄贈する斡旋を行った。千葉市に寄贈された今中コレクションは英泉作品有数の優れたコレクションであり、この寄贈がきっかけとなって千葉市美術館の設立が実現し、美術館のコレクション形成の始まりともなった。

## 関連作品
矢代静一は、英泉の他にも好きな浮世絵師はいるが、絵が好きとか面白いというだけでは長編の戯曲を制作するのは困難であり、ゴッホやゴーギャンのように、人生が波乱万丈なものでなければ面白い作品にはなり得ないと語っている。
- 『百日紅（さるすべり）』

杉浦日向子の漫画作品。文化の頃を舞台とし、葛飾北斎と、その娘で同じく浮世絵師のお栄（葛飾応為）、そして若き無名時代の英泉（池田善次郎）らが主に登場する。
- 『淫乱斎英泉』

矢代静一による戯曲。『写楽考』（東洲斎写楽）、『北斎漫画』（葛飾北斎）、『江戸のろくでなし』（月岡芳年）とともに〈浮世絵師四部作〉をなす。
- 『瞑い海』

藤沢周平による小説。
- 『みだら英泉』

皆川博子の小説作品。新しい画境を目指し苦闘する英泉の姿を、妹が狂言回しとして描いている。
- 『絵師の魂　渓斎英泉』

増田晶文の小説作品。従来の軽佻浮薄、放蕩三昧の英泉像ではなく、絵師として生きる一人の男の葛藤と、師として敬愛する葛飾北斎との交情を描く。
映画
- 『駆込み女と駆出し男』（2015年、演：山路和弘）

映画本編の冒頭に登場する。
テレビドラマ
- 『眩〜北斎の娘〜』（2017年、演：松田龍平）

主役の葛飾応為につぐ重要な人物として登場する。